# Donald Trump
Donald John Trump (New York, 1946. június 14. –) amerikai üzletember, multimilliárdos és politikus; 2017 és 2021 között az Amerikai Egyesült Államok 45., illetve 2025 óta 47. elnöke.
Karrierjét a The Trump Organization vállalat elnökeként építette fel. Trump gazdag üzletemberként és harsány médiaszemélyiségként vált ismertté, de csak később lépett politikai pályára. Először 2000-ben volt egy kampánya az elnöki posztra, de támogatók hiányában végül visszalépett. Majd 2015-ben bejelentette, hogy elnökjelöltként indul a 2016-os választáson a Republikánus Párt színeiben. Dwight D. Eisenhower óta Trump lett az első amerikai elnök, aki elnökségét megelőzően semmilyen politikai tisztséget nem töltött be, egyúttal az addigi leggazdagabb és második legidősebb hivatalba lépett elnök. 2017. január 20-án, esküjét követően lépett hivatalba hazája 45. elnökeként. A 2020-as elnökválasztáson Trump alulmaradt Joe Bidennel szemben, így az elektori kollégium demokrata kihívóját választotta meg az Egyesült Államok 46. elnökének.
Egyes botrányos, sértő kijelentéseitől és állásfoglalásaitól a republikánus elit is elhatárolódott. Gyakran nevezték demagógnak, rasszistának  és szexistának, aki nem a politikai korrektségéről és igazmondásáról híres. Politikai álláspontjait gyakran populistának, nacionalistának, protekcionistának és izolacionistának nevezték.
Hívei közül sokan úgy gondolják, hogy Trumpra, mint a valaha volt egyik legjobb amerikai elnökre fog emlékezni az utókor, viszont a vele szemben álló politikai elemzők már 2020-ban úgy vélekedtek, hogy a legrosszabb amerikai elnökök közé sorolják majd, és ez a vélemény a 2021 eleji capitoliumi ostrom esete után még inkább megerősödött.
Bár egyesek a „béke embere”ként harangozták be  külföldi agressziókban folyamatosan részt vett (pl. Kászem Szolejmáni meggyilkolása vagy a 2025-ös jemeni és szomáliai bombázások) majd Izrael mellett belépett annak Irán ellen zajló háborújába is. 2025 elején bejelentette igényét Grönlandra, Kanadára, a Panama-csatornára, azok szuverenitását és önállóságát megsértve, amely területeket akár erőszakos úton is megszerezné.
Ő lett az első elnök, akivel szemben két impeachmentet is indítottak. Elnöksége után az FBI nyomozást indított ellene a következő bűncselekmények miatt: dokumentumok eltávolítása vagy elpusztítása, az igazságszolgáltatás akadályozása és az 1917-es kémtörvény megszegése. Ennek a nyomozásnak a részeként floridai rezidenciáján razziát tartottak, amivel kapcsolatban vádat emeltek ellene a kémtörvény megszegéséért 31 (összesen pedig 37) vádpontban. Ezen kívül a Január 6. Bizottság is beidézte a Capitolium ostromában játszott szerepéért. A bizottság több törvénysértésért bűnügyi intézkedéseket javasolt ellene. 2023-ban az első korábbi elnök lett, akit vád alá helyeztek, 34 csalással kapcsolatos bűncselekményért, amelyekben mind bűnösnek találták. Ezek mellett szövetségi és állami szinten is vádat emeltek ellene a 2020-as elnökválasztás eredményének megváltoztatására történt próbálkozásaival kapcsolatban. 2024-ben a Legfelsőbb Bíróság úgy döntött, hogy ezen ügyekben lehet immunitása. Azt követően, hogy a New York-i ügyben hivatalosan is elítélték, 2025-ös beiktatása után az Egyesült Államok első elnöke lett, aki bűnözői előélettel rendelkezik.
2024 júliusában túlélt egy merényletet egy kampánygyűlésen a pennsylvaniai Butlerben. A 20 éves merénylőt a helyszínt biztosító mesterlövészek agyonlőtték.

## Származása
Trump apai nagyapja, Friedrich Trump 16 éves korában, 1885-ben érkezett német bevándorlóként az Egyesült Államokba, majd 1892-ben kapott állampolgárságot. Seattle környékén és a kanadai Yukonban fogadók és éttermek üzemeltetésével gyűjtött vagyont. 1903-ban házasodott össze a szintén német Elisabeth Christtel.
Donald apja, Fred Trump 1905-ben született New York Bronx negyedében. Fred 15 éves korában, röviddel apja halála után kezdett dolgozni anyja vállalkozásában. Cégük, az Elizabeth Trump & Son elsősorban New Yorkban volt jelen. Fred élete során több ezer házat, laktanyát és lakást építtetett és értékesített. Cége The Trump Organization néven vált ismertté, miután 1971-ben Donald Trump tulajdonába került.
Trump anyja, Mary Anne Skóciában született. 1930-ban, 18 éves korában New Yorkba költözött, ahol szobalányként élt. Fred és Mary Trump 1936-ban házasodtak össze, hamarosan Queensbe költöztek.
Trump nagybátyja, John villamosmérnökként és feltalálóként ismert. 1936 és 1973 között a Massachusetts Institute of Technology professzora volt.
Trump öccse, Robert (1948–2020) teljes mellszélességgel támogatta bátyját, még családi viszályokban is.

## Életpályája

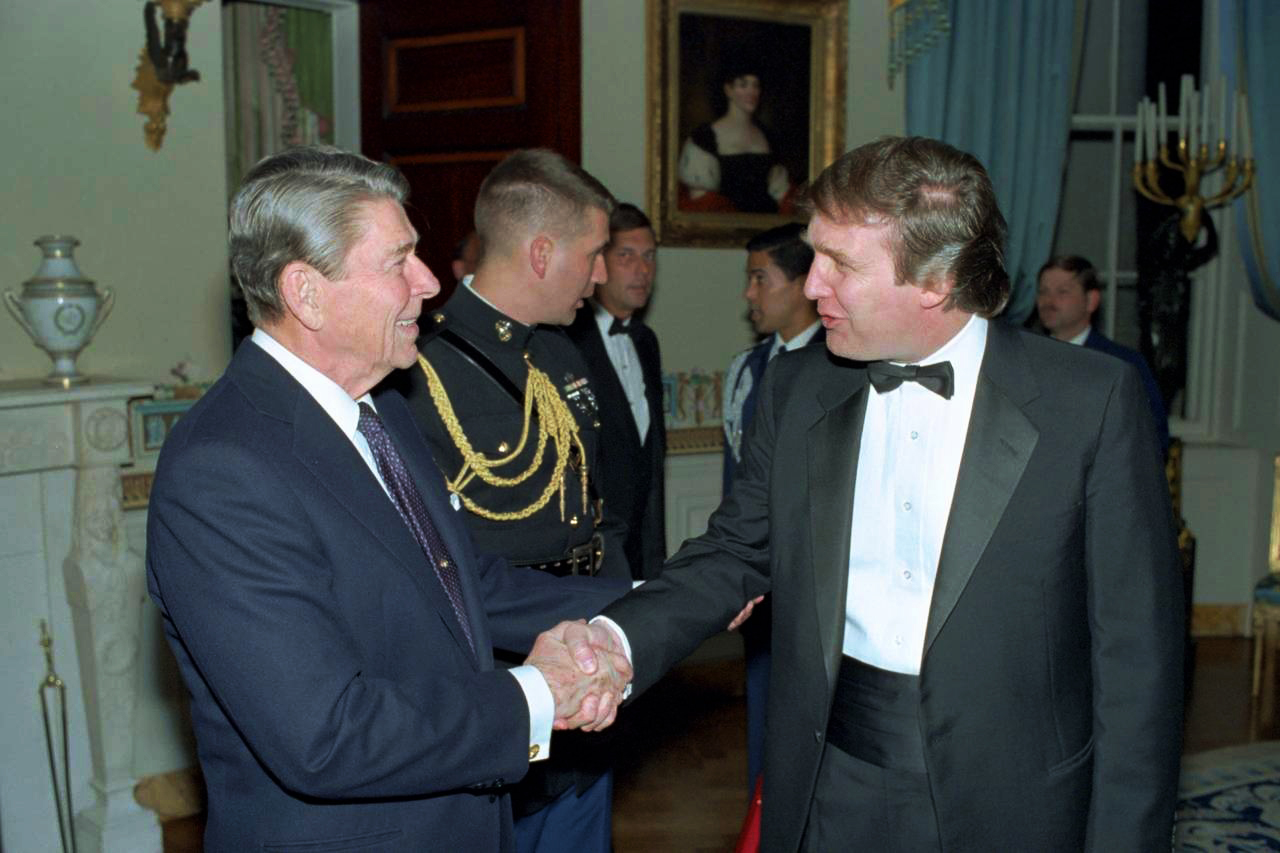
Ronald Reagan, az Amerikai Egyesült Államok 40. elnöke és Donald Trump 1987-ben

Két évig tanult a Fordham Egyetemen, majd a Pennsylvaniai Egyetemhez tartozó Wharton Schoolban szerzett közgazdaságból BSc-diplomát. Trump nem vett részt a vietnámi háborúban.
Apja cégénél (Elizabeth Trump & Son) tanulta ki az ingatlanos szakmát, s jelentős ingatlanvagyon birtokában kezdett később egyre nagyobb szabású vállalkozásokba. Apja mellett Trump saját bevallása szerint Roy Cohn, az akkori alvilággal is kapcsolatban lévő ügyvéd határozta meg alapvetően az életét, aki arra tanította, hogyha érvényesülni akar, akkor a fő szabály: „támadni, visszavágni, és sosem sajnálkozni.” Trumpéknál már 1973-ban botrány robbant ki, miután kiderült, hogy lakótelepeikbe nem engedik beköltözni a színes bőrű bérlőket, ennek hírére Trumpék 100 millió dollárra perelték be az államot hitelrontásért, de két év után megegyezéssel zárult a per, miután Trumpék vállalták, hogy kifejezetten reklámozzák a lakásaikat kisebbségi érdeklődőknek, a kormány pedig elállt attól, hogy megbüntessék a céget.
Trump 1971-ben költözött Manhattanbe, 1975-re pedig ő lett az általa Trump Organizationra keresztelt cég elnöke, mely évtizedekkel később már több mint 500 céget birtokolt. A hetvenes években New Yorkot adósság és bűnözés sújtotta, a sok helyen lepukkant városban kezdett Trump ingatlanfejlesztésekbe, melyekhez adókedvezményeket kapott. New York után a nyolcvanas években Atlantic Cityben kezdett kaszinók és szállodák építésébe, de az évtized végére az addig hitelekből építkező Trump csődbe ment. Ekkor számos érdekeltségétől megvált, de igazán az akkor hatályos amerikai adótörvények segítségével tudott kilábalni a bajból, melyek értelmében az 1995-ös adóbevallása alapján 900 millió dollárnyi veszteséget, amit korábban éveken keresztül görgetett maga előtt az előző három és azt követő 15 év adójából leírta. Ez évi több mint 50 millió dollárt jelent, tehát Trump 18 évig nem fizetett jövedelemadót. Ellenfelei szerint Trump ezzel egyszerűen adót csalt, ő maga azonban azzal védekezett, hogy csak élt a törvényes lehetőséggel. (Akárcsak Nixon, későbbi elnökjelölti kampánya során sem hozta nyilvánosságra az adóbevallását, melyet többször a szemére is vetettek.) Trump korábban azzal is kérkedett, hogy kezdetben csupán egymillió dollárt kapott kölcsön az apjától, amelyet kamatostul vissza is fizetett, amikor sikeres lett, a valóságban azonban Fred Trump összesen több mint egymilliárd dollárral támogatta gyerekeit gyerekkoruktól kezdve. Ebből csak Donaldnak 413 millió jutott, mindezt pedig olyan módon igyekezett megtenni, hogy minél kevesebb adót kelljen bevallania utána. 1994-ben megszerezte az Empire State Building 50%-os tulajdonrészét.
A kilencvenes években több szórakoztatóipari vállalkozásban szerzett teljes- vagy résztulajdont, többek közt a Miss Universe és Miss USA szépségversenyeket is az ő cégei rendezték meg, a rendezvényeken rendszeresen részt vett. Trump előszeretettel szerepelt a médiában: számos beszélgetős műsor vendégeként és különböző filmek kisebb-nagyobb epizódszerepei mellett The Apprentice (A gyakornok) címmel valóságshow-t is készített, melynek szintén rendszeres szereplője volt.
Üzleti érdekeltségei révén jelentős vagyonra tett szert, a vagyonát 2,9 és 3,7 milliárd dollár körülire becsülik, míg ő ennél magasabbra, tízmilliárdra teszi, de elemzők szerint ez valószínűtlen. Gazdagságát nem is rejti véka alá, gyakran saját nevével díszített repülőivel utazik. Ez egybevág azzal a nézőponttal, mely szerint Trump a saját nevének sikeréből élt: magát a „sikeres befektető” mintapéldájaként adta el mindenhogyan, olyan üzletekkel is, amelyek idővel becsődöltek, így többek közt volt Trump nevét viselő, de mára megszűnt vodka, légitársaság, jelzálogbank és egyetem is, ez utóbbi esetében per is indult Trump ellen a volt diákok részéről, akiknek peren kívüli megállapodás szerint 25 millió dollárt fizetett, de a profiljába vágó kaszinóiból is több csődbe ment. A The Washington Post számításai szerint amennyiben Trump egyetlen üzletet sem kötött volna a hetvenes évek vége óta és az akkori vagyonát S&P-részvényalapokba fekteti, most 6 milliárdos vagyona lenne. Ismerői szerint viszont Trumpnak fontosabb volt, hogy a neve egy épületen vagy címlapon szerepeljen, minthogy mennyi pénzt keres, aminek más befektetők látták kárát, mikor egy üzlet emiatt nem tudott megmenekülni a csődtől. Ez történt például, mikor a nyolcvanas években az NFL mellett frissen megalakult USFL-be (United States Football League) vásárolta be magát, hogy a két szervezet összeolvasztásával még nagyobb nyereségre tegyen szert, de a tulajdonostársaknál emiatt általa kilobbizott pereskedésbe végül az USFL bukott bele, később pedig megpróbálta kicsínyíteni szerepét a kudarcban. Trumpnak 2016 végén 713 millió dollárnyi adóssága volt és 75 per zajlott ellene.
Trump aktívan részt vett a modern pankráció kialakításában. Egyrészt a Trump Plaza-k és Tower-ek rendszeresen biztosítottak megfizethető helyszíneket különböző rendezvényeknek 1988 óta. Ezen túl részt vett több pankrátor kezdeti karrierjének támogatásában, sőt a WWE szervezet elnökével közeli kapcsolatot ápol. Saját bevallása szerint tárgyalási módszereinek egy részét a WWE tulajdonosától "tanulta". Kapcsolatuk révén többször szerepelt pankrációs műsorokban (Raw, WrestleMania). Mindezekért 2013-ban a WWE Hall of Fame-be (pankrátor legendák csarnoka) választották (a másik politikus aki valaha bekerült Arnold Schwarzenegger). Ennek köszönhetően elnöki kampányában a különböző pankrációs szórakoztatóipari vállalatok anyagilag támogatták és az USA-ban különösen népszerű műfaj rajongói kiemelkedő arányban szavaztak rá, amely nem kis mértékben hozzá járult választási sikeréhez.
Nyilvánosan és a médiában gyakran viselkedik teátrálisan, szókimondóan, olykor hírességeket is kemény kritikával illetve. Több szexistának minősített kijelentést tett. Egy ízben a Vietnámot megjárt John McCain szenátort – Barack Obama egykori kihívóját – is kritizálta, szerinte ugyanis az amerikai politikusok által hősnek tartott McCaint azért nem lehet hősnek tekinteni, mert elfogták Vietnámban, márpedig egy hőst nem fognak el. Trumpot ugyanakkor egy csontkinövés miatt nem sorozták be.
2000-ben kezdett politikai karrierbe – először demokrata, majd republikánus színekben – és már a 2012-es választásokon fontolgatta az amerikai elnöki posztért való indulást, de végül csak 2015. június 16-án jelentette be, hogy indul az elnökjelöltségért.
Az ismert szociálpszichológus, Philip Zimbardo még 2016. március 29-én megjelent nárcisztikus személyiségzavarról szóló írását alig félreérthetően Trump portréjával illusztrálta, majd a szakember egy másik, kimondottan Trumppal foglalkozó írást is közölt 2017. február 28-án „Elefánt a nappaliban” címmel. Zimbardo mindkét írása arra hívja fel a figyelmet, hogy mekkora kockázatokkal jár egy nárcisztikus működésű vezető, illetve a másodikban hozzáteszi, hogy egy ilyen személy a pillanatnyi hatalom, népszerűség és siker megszerzését bármikor hajlandó a jövőbeni következmények fölé emelni. Egy John Gartner nevű pszichiáter petíciót is indított, melynek célja szakemberek kiállása amellett, hogy Trump súlyos mentális betegsége miatt alkalmatlan egy szuperhatalom vezetésére. A petíciót több mint negyvenezer pszichológus és pszichiáter írta alá.

## Elnökválasztási kampányok

### 2016-os elnökválasztás

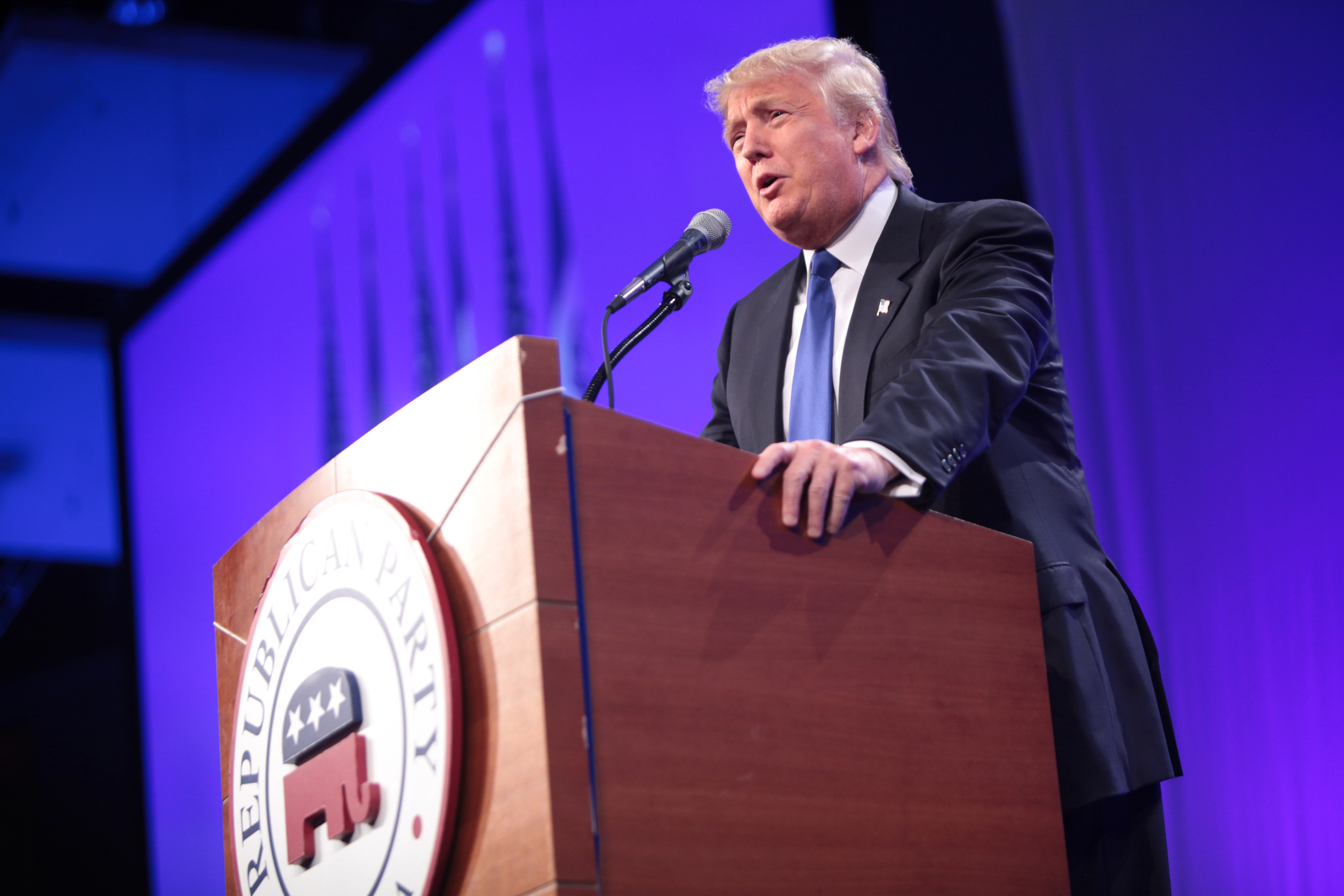
Donald Trump kampánybeszéd közben, a Republikánus Párt 2016-os elnökjelöltjeként

Miután elindult a 2016-os amerikai elnökválasztáson, 2016. július közepén a Republikánus Párt hivatalos elnökjelöltje lett, a demokrata Hillary Clinton kihívójaként. Kampányának szlogenjévé a Tegyük újra naggyá Amerikát (Make America Great Again) vált. A kampány során a demokraták mellett versenyben lévő republikánus jelölttársait is sokszor illette kritikus szavakkal.
Obama elnökével ellentétes nézeteinek többször élesen hangot adott, megkérdőjelezte Obama amerikai állampolgárságát. A választási kampányban meglepő és megdöbbentő kijelentéseket tett, melyek nagy felzúdulást keltettek a fősodorbeli médiában. Nyilvánosságra hozták több korábbi a nőkkel szemben sértő kijelentését, ezen kívül szexuális zaklatással is vádolták. Trump vállalta, hogy falat épít a mexikói határra, melynek költségét Mexikóra hárítaná. Kijelentette, hogy hazája biztonsága érdekében kiutasítaná a muszlim bevándorlókat. Trump kritizálta a globális felmelegedésről szóló elméletet, melyet szerinte Kína vezetése talált ki, hogy az Egyesült Államok gazdasági termelését visszafogja. Dicsérte a lánya szépségét, emellett arra is célzott, hogy akár még járna is vele, ha nem ő lenne az apja. A The New York Times 2016 januárjától októberig 282 olyan kijelentést gyűjtött össze, melyekben Trump jellemzően demokrata párti kötődésű személyeket vagy médiatermékeket kritizált a lap szerint becsmérlő stílusban a Twitteren.
A botrányok miatt a Republikánus Párt több politikusa és ismert szimpatizánsa is kihátrált Trump támogatói közül, és felszólították a lemondásra, de Trump maradt, mondván, nem kívánja cserben hagyni a támogatóit. Trumpnak azt is felrótták, hogy nem hajlandó nyilvánosságra hozni az adóbevallását azzal az egyszerű indokkal, hogy „senkinek semmi köze hozzá.” Később úgy nyilatkozott ez ügyben, hogy az adóhatóság ellenőrzi a bevallását, de utána „azoknak, akikre ez tartozik” megengedi a betekintést, ez azonban később sem történt meg. Trump adóügyei azt követően kerültek napirendre, hogy elismerte, igyekezett a lehető legkevesebb adót fizetni, mivel szerinte az országa „pazarolja a pénzt, majd leengedi a lefolyóba.” Később Trump ügyvezető kabinetfőnöke kerek perec ki is jelentette, hogy soha nem is áll szándékukban Trump adóbevallásait nyilvánosságra hozni arra való hivatkozással, hogy Trumpot anélkül is megválasztották elnöknek. A rejtegetett adóbevallások miatt később jogi eljárások is indultak. 2020-ban sikerült csak a The New York Times-nak nyilvánosságra hozni az azt megelőző 18 év adóbevallásait, ezek alapján Trump 11 évig nem fizetett jövedelemadót és jelentős adósságai halmozódtak fel. Trump tagadta a megjelent adatokat, de saját részről nyilvánosságra ekkor sem hozott semmit.

### 2024-es elnökválasztás
2022. november 15-én Trump bejelentette, hogy elindítja harmadik elnökségi kampányát, annak ellenére, hogy 2020-ban kikapott Joe Bidentől. Mindezt az után tette, hogy a Republikánus Párt nagyon alulteljesített az egy héttel korábban tartott választásokon, amiért sokan főként a volt elnököt hibáztatták. Ennek következtében sok demokrata politikus optimistán fogadta a bejelentést, hiszen úgy érezték számukra előny lenne a volt elnök indulása és könnyen verhető lenne, míg mások a demokráciára való negatív hatása miatt teljesen ellenezték. Néhány republikánus, főleg Trump közeli támogatói nagy örömmel fogadták a bejelentést, míg mások, így a legtöbb megválasztott republikánus tisztviselő is, ellenezték, azt mondva, hogy Trump miatt vesztették el az előző választásokat és 2024-ben egy gyenge jelölt lenne. Később ő lett a legidősebb megválasztott elnök. Első kampányeseményeit Dél-Karolinában és New Hampshire-ben tartotta. Alelnökjelötjének az ohiói szenátort, J. D. Vance-t választotta.
Trump egy washingtoni beszédében keményen bírálta az amerikai zsidó származású választópolgárokat. A következőket mondta: „Ha nem nyerek ezen a választáson – és a zsidó népnek valóban sok köze lenne hozzá, ha ez megtörténik, mert ha az emberek 40, vagyis 60 százaléka az ellenségre szavaz –, akkor Izrael véleményem szerint két éven belül megszűnik létezni.”

#### Merénylet
2024. július 13-án rálőttek Trumpra és megsebesítették egy kampánygyűlésen a pennsylvaniai Butler közelében. Az orvlövész a gyűlés helyszínén kívüli, mintegy 120 méter távolságban lévő tetőről lőtt, egy AR-15 típusú félautomata puskával, mielőtt a titkosszolgálati elhárítási csapat lelőtte.
Az elkövető Thomas Matthew Crooks volt. Az első lövéssel Crooks súrolta Trump jobb fülét. Az ezt követő lövések célt tévesztettek, és több közelben lévőt is eltaláltak. Egy ember meghalt, ketten pedig súlyosan megsérültek. Crooks egy kereskedelmi ingatlan közeli lapos tetején bújt el, és közvetlenül a gyilkossági kísérlet után egy titkosszolgálati ellen-mesterlövész lelőtte.
A merénylet után Trump azt nyilatkozta, hogy Isten azért mentette meg az életét, hogy újra elnök lehessen és „naggyá tegye Amerikát”:
„Isten azért mentett meg, hogy megmentsem Amerikát!”  

## Első elnöksége

### Reakciók a megválasztására
A legtöbb közvélemény-kutatás Hillary Clintont tartotta esélyesnek, Trumpnak mégis sikerült fordítania, miután a szavazatok feldolgozása során kiderült, hogy több elektori szavazata van, noha Mrs. Clintonra számszerűen többen voksoltak. A média egy része sokként élte meg Trump meglepetésszerű győzelmét. Érdekesség, hogy Mitt Romney 2012-es választási vereségekor Trump az elektori rendszert kritizálta, ám négy évre rá ő lett annak legnagyobb haszonélvezője. Trump győzelmének okát abban látták, hogy elsősorban a vidéken élők, a fehérek, a munkásosztály, valamint a protestáns és evangéliumi keresztény választók szavaztak rá, akik úgy gondolták, hogy Clinton nem ismeri az ő mindennapi problémáikat. Trump a kampány során számos, kritikusai szerint populista és demagóg ígéretet tett, maga mellé állítva számos kiábrándult szavazót olyan (jellemzően északkeleti) államokban is, ahol korábban rendszerint a demokrata jelölt nyert. Ennek oka az a kiábrándultság és elitellenesség lehetett, mely a 2008-as gazdasági válságtól kezdődött és a Brexittel folytatódott. Az elégedetlen, szegényebb kispolgárok és számos középosztálybeli szívesebben szavaztak egy szókimondó emberre, aki nem volt jelen az elmúlt évtizedek politikájában s aki szerintük ad a nép véleményére. Vagyis Trump a maga nyers, az addigi politikai szereplőktől idegen stílusával képes volt uralni a pillanatokat, míg az ellenfelektől erre az addig politikában megszokott, óvatoskodó válaszok érkeztek. Tény az is, hogy csak a választók 55%-a ment csak el szavazni, míg 2008-ban 64% szavazott. A váratlan eredmény miatt a közvélemény-kutatók is önvizsgálatra kényszerültek, hogy miért becsülték alul Trump támogatottságát.
Ismertségét tovább növelte az internet, azon belül is a Twitter, amelyet már 2012 óta használt. Akkor úgy vélekedett: „Szeretem a Twittert. Olyan, mintha saját újságod lenne.” Nem volt ez másképp a kampányidőszakban sem, ahol folyamatos, egyszerű üzenetei mindenkihez eljutottak, azok érdemi tartalmának elemzése nélkül, így számos meggondolatlannak tűnő és a tőzsdére is negatív befolyást gyakorló megnyilatkozása is volt, emiatt egyes cégek már külön Trump üzeneteire állított embereket alkalmaztak, de volt, hogy választási csalásokról vagy atomfegyverkezésről posztolt. John Brennan távozó CIA-igazgató szerint emiatt Trump ilyenfajta csevegése kockázati tényező is lehet. Ehhez képest Trump azt nyilatkozta a Fox News-nak, hogy „Nem szeretek tweetelni. Vannak jobb dolgaim is ennél, csakhogy a média tisztességtelen, a sajtó tisztességtelen. Csak így tudom ellensúlyozni.” Később létre is hoztak egy olyan oldalt, ahol kifejezések szerint kategorizálták Trump kritikus hangú tweetjeit.
Megválasztását követően több nagyvárosban tüntetések kezdődtek a republikánus jelölt győzelme után, volt, ahol Trump-bábut égettek, másutt csak transzparensekkel vonultak fel, és olyan Trump-ellenes jelszavakat skandáltak, mint pl.: Not my president! (Nem az én elnököm!)
Trump megválasztott elnökként adott első interjújában már sokkal visszafogottabban nyilatkozott a kampányához képest, az ellene tüntetőknek azt üzente, hogy ne féljenek tőle, ezen kívül többek közt elmondta, hogy valóban falat szeretne a mexikói határra, dicsérte Obamát és Clintonékat is, noha Hillary Clintont a tévévitájukban még lecsukatta volna, és Obama egészségügyi programjának is megtartaná pár elemét, melyet a kampányban még teljesen visszavont volna. Felszólította a nevében kisebbségek ellen uszító csoportokat, hogy fejezzék be az erőszakos fellépéseiket, valamint hozzátette, hogy nem fogja felvenni az elnöki fizetést, csak a törvényben minimalizált egy dollárt. Ugyanakkor újévi köszöntőjében pikírt stílusban azt írta: „Boldog új évet kívánok mindenkinek, köztük számos ellenségemnek és azoknak is, akik ellenem küzdöttek és megalázó vereséget szenvedtek, most pedig nem tudják, mitévők legyenek", majd üzenetét azzal zárta, hogy „szeretettel”.
A The Timesnak adott első külföldi interjújában bírálta Angela Merkel német kancellár menekültpolitikáját, amely szerinte korlátlanul fogadta be a menekülteket, helyette szerinte a nyugati országoknak Szíriában kellett volna biztonsági övezeteket kiépítenie a menekülteknek, és ennek költségeit a Perzsa-öböl menti országoknak kellett volna állniuk. Dicsérte viszont Nagy-Britannia kilépését az Európai Unióból, mert abban szerinte Németország a domináns hatalom, és az unió csak eszköz a számára. Bár Obama elnök kizárta, hogy Nagy-Britannia az esetleges kilépés után gyorsan kedvezményes kétoldalú kereskedelmi megállapodásra juthatna az Egyesült Államokkal, Trump viszont már az elnökválasztási kampányban hangsúlyozta: ha bejut a Fehér Házba, akkor Nagy-Britannia „nem a sor végére, hanem a sor elejére kerül” az Egyesült Államokkal folytatott kereskedelmi tárgyalásokon. Az Oroszország elleni szankciókkal kapcsolatban Trump utalt arra, hogy ha Vlagyimir Putyin késznek mutatkozik a nukleáris fegyverzet jelentős csökkentésére, akkor napirendre kerülhetne a szankciók felülvizsgálata. Kitért arra is, hogy a NATO elavult intézmény, amelynek tagállamai nem vállalnak méltányos részesedést a védelmi kiadásokból, és ez szerinte „nagyon igazságtalan az Egyesült Államokkal szemben”. Hozzátette, hogy jelenleg öt NATO-tagállam fordítja a hazai össztermék (GDP) 2 százalékában meghatározott összeget védelmi kiadásokra. Elmondta azt is, hogy vejét, Jared Kushnert bízza meg hivatalosan a közel-keleti rendezés előmozdításával, és kérte a brit kormányt, hogy az ENSZ Biztonsági Tanácsában vétózzon meg minden olyan határozattervezetet, amely Izraelt bírálja.
Beiktatásával egy időben is több tüntetés és zavargás zajlott Amerika-szerte, valamint homoszexuális és női jogokat képviselő csoportok tartottak tiltakozó felvonulásokat Trump szerintük homoszexuálisokat és nőket sértő kijelentései miatt, ezeken számos híresség vett részt. Becslések szerint világszerte 5 millióan tüntettek Trump ellen.

#### Magyar részről
Orbán Viktor, Magyarország miniszterelnöke az elnökválasztási győzelmét „nagyszerű hírként” üdvözölte, amely szerinte azt mutatja, hogy „a demokrácia még mindig él”.

### Politikája
A politikai elemzők Trump politikájának populista, nacionalista és protekcionista vonásait hangsúlyozták.
Elnöksége első hónapjaiban választási ígéretéhez híven visszavonta a megelőző elnök, Barack Obama számos intézkedését, így kísérletet tett a demokrata kormányzat által bevezetett egészségügyi rendszer („Obamacare”) eltörlésére. Kiléptette országát a Csendes-óceáni Partnerségből és a párizsi éghajlat-változási megállapodásból, valamint felmondta az Iránnal kötött atomalkut. Trump január 27-i intézkedése értelmében a terrorveszélyre hivatkozva ideiglenes amerikai beutazási tilalom lépett érvénybe hét muszlim országgal szemben. Ez irányú intézkedéseit jelentős kritikák és bírálatok kísérték.
Miután a politikában aktív szerepet vállaló veje, Jared Kushner zsidó származású, és a szintén aktív szerepet vállaló lánya, Ivanka is felvette a zsidó vallást, a Trump család közbenjárására Izrael egy történelmi jelentőségű megállapodást kötött; Benjámín Netanjáhú izraeli miniszterelnök, valamint Bahrein és az Egyesült Arab Emírségek külügyminiszterei aláírtak egy általános megbékélési nyilatkozatot. Szintén Trump diplomáciai erőfeszítésének köszönhetően 2020 őszén Libanon és Izrael közvetett tárgyalásokat kezdett a két ország közötti vitatott tengeri határról.

### Koronavírus
A 2020 elején kitört koronavírus-járvány idején ő is megfertőződött koronavírussal. 2020. október 2-án hajnali 6:54-kor egy Tweetjében jelentette be, hogy neki és feleségének is pozitív lett a koronavírustesztje. Előzőleg csak annyit lehetett tudni, hogy fennáll a fertőzés gyanúja, mert az egyik elnöki tanácsadó pozitív lett. Tizenöt órával később Trumpot a Walter Reed Nemzeti Katonai Kórházba szállították. Október 5-én tért vissza a Fehér Házba, majd nem sokkal ezután ott is járványgóc alakult ki, feltehetően Trump és környezete hanyag járványvédelmi szokásai miatt. Néhány nappal később gyógyultnak nyilvánították, miután egy kivételes kísérleti kezelésben részesült.

## Második elnöksége

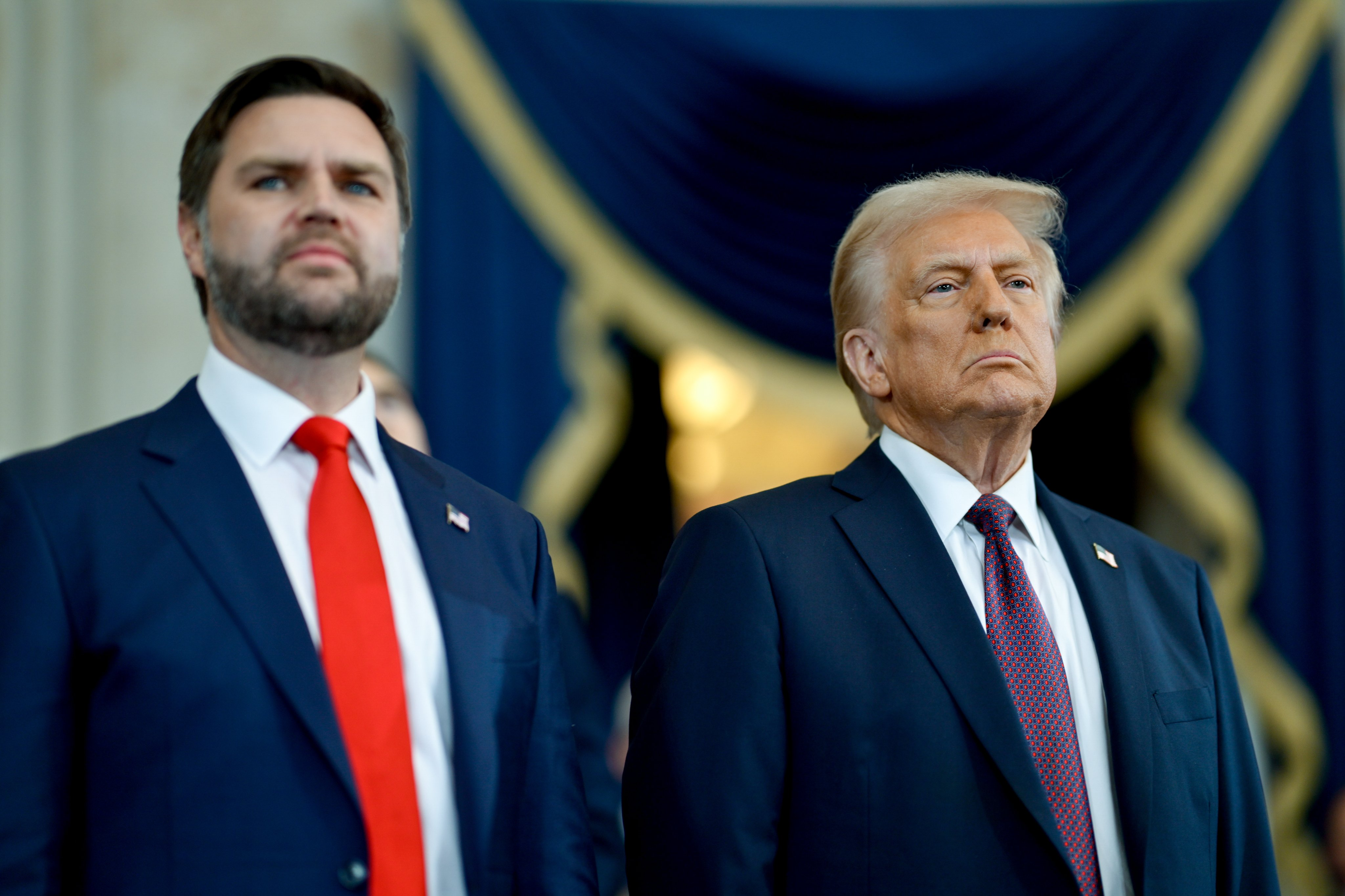
Trump és JD Vance beiktatási ceremóniájukon

2024-es megválasztása után második elnöksége 2025. január 20-án kezdődött meg, beiktatása után. Mindössze a második személy lett az ország történetében, akit két nem egymást követő terminusra megválasztottak. 78 évesen a legidősebb amerikai elnök, akit megválasztottak, illetve az első republikánus 20 év elteltével, aki megszerezte a szavazatok többségét egy elnökválasztáson.
Elnöksége első napján elnöki kegyelmet adott szinte minden követőjének, aki részt vett a Capitolium 2021-es ostromában. Több, mint nyolcvan elnöki rendeletet is aláírt, amelyek közé tartozott az illegális bevándorlók erőszakkal történő kitoloncolása, visszalépés a Egészségügyi Világszervezettől és a párizsi éghajlatvédelmi egyezménytől, amelyet követően újraindíttatta az olajfúrásokat az országban (az alaszkai vadon területeket is beleértve), betiltotta a déli határhoz érkező menekültek számára biztosított menedékjogot, illetve a születési állampolgárság eltörlése az Egyesült Államokban, annak ellenére, hogy az alkotmány azt védi. Szükségállapotot hirdetett a bevándorlási helyzettel kapcsolatban, amelynek köszönhetően engedély nélkül adhatott pénzt a határfal befejezésére. A kormány csak a női és férfi nemeket ismeri el, és véget vetett minden szövetségi programnak, amely a kisebbségeket segítette az országban. Ezek mellett visszavonta elődje, Joe Biden legtöbb rendeletét, és bejelentette, hogy február elejétől kanadai és mexikói árukon 25%-os importadó lesz. Január 21-én teljes kegyelmet adott a Silk Road feketepiac alapítójának, Ross Ulbrichtnak, aki életfogytig tartó börtönbüntetést töltött. Első pár napjában elvégzett lépései mind megegyeztek Project 2025 javaslatcsomag elképzeléseivel, annak ellenére, hogy korábban tagadta kapcsolatát a tervet összeállító The Heritage Foundation szervezettel.

## Konfliktusok a személye körül
- A kampány során több nő molesztálással vádolta Trumpot,[145][146] ezeket a vádakat erősítette egy 2016 őszén előkerült obszcén stílusú hangfelvétel.[147] Trump a kikerült hangfelvételek miatt bocsánatot kért,[148] az őt szexuális zaklatással vádoló nőkkel szemben viszont személyiségi jogi pert helyezett kilátásba.[149]
- A kampány során Trump családtagjaira is sajtófigyelem irányult. Trump felesége, az exmodell Melania azzal került a hírekbe, hogy az egyik beszédét Michelle Obama beszédéről plagizálták,[150] és kiderült az is, hogy állításával ellentétben nincs diplomája.[151] Trump egyik fia, ifj. Donald Trump pedig azt mondta még egy 2013-as rádióinterjúban, hogy a nőknek tűrniük kell, amit a férfiak csinálnak a munkahelyeken, különben semmi keresnivalójuk ott. Erre apja zaklatási ügyei után derült fény.[152]
- Trump még beiktatása előtt kinevezte tanácsadóvá saját vejét, Jared Kushnert,[153][154] majd később annak feleségével, Ivanka nevű lányával is így tett,[155][156] miután jogászai szerint a nepotizmust tiltó törvény nem terjed ki a Fehér Házra,[154] bár fizetés állítólag egyik poszt után sem jár. Ebben a minőségében Ivanka még apját is helyettesítette egy időre a G20-ak egy tárgyalásán.[157][158] Ivanka később ugyanolyan emailbotrányba keveredett, mint a kampány idején Hillary Clinton.[159]
- Bírálta Obama alelnökét, Joe Bident is még 2012-ben amiatt, hogy évi egymillió dollárt költött hétvégi útjaira, miközben maga Trump két kiruccanása elnökként 2017 elején a floridai birtokára önmagában 1,2 millióba került.[160]
- 2017. június 12-én Maryland állam és Washington DC főügyésze keresetet nyújtott be Trump ellen egy marylandi szövetségi bíróságon, mivel Trump elnökként változatlanul birtokolja a nevével fémjelzett vállalatbirodalmat, és ezzel aláássa a közbizalmat, valamint megsérti az alkotmányt, amely megtiltja, hogy az elnöknek saját üzleti vállalkozása legyen. Hozzátették, hogy Trump üzleti érdekeltségei klienseket csábítanak el Maryland és Washington DC kormányzatainak cégei elől, és ezzel közvetlenül anyagi kárt okoznak nekik. Az ügyészek úgy vélik, hogy az elnök a hatalmát használja fel arra, hogy a családi tulajdonában lévő szállodáiba és éttermeibe külföldi diplomatákat irányítson. Egy civil szervezet korábban már indított egy hasonló, elutasítással végződő keresetet, most azonban kormányzati szervek indítottak eljárást. Ez volt az első alkalom az USA történetében, amikor egy hivatalban lévő elnököt az alkotmány egyik záradékának megsértésével vádoltak meg.[161] Walter Shaub, az amerikai kormány etikai hivatalának korábbi vezetője szerint aggályos, hogy Trump elnöksége felvetheti a kleptokráciát, miután számos ponton látszódik Trump üzleti érdekeltségeinek és elnöki pozíciójának az összefonódása. Az üzleti érdekek felvetik a korrupciót, ami veszélyes az ország megítélése szempontjából. Shaub pont ezért mondott le a megbízatásáról, hozzátéve, hogy Trump egyáltalán nem élvezi azt a közbizalmat, ami a pozíciójához elengedhetetlen lenne.[162]
- Per indult Trump ellen amiatt is, hogy az USA klímaegyezményből történő kilépésével[163][164] veszélyezteti a stabil klímához való jogot. Érdekesség, hogy a pert gyerekek indították, akik szerint a Trump-kabinet döntése megfosztja őket a stabil klímához való joguktól, vagyis az élhető, a klimaváltozásból származó természeti katasztrófáktól mentes jövőtől. A szintén precedens nélküli keresetet egy oregoni bíróság fogadta be, és klímakutató tudósok is támogatják.[165]
- Trump 2017. július 2-án egy GIF-et tett közzé Twitteren, ezen ő látható egy 2007-es pankrációs rendezvényen, ahol a WWE pankrációs szervezet elnökét, Vince McMahont „agyabugyálja el”, csak a GIF-en McMahon feje helyén a CNN logója szerepel, miután Trump több országos médiummal, köztük a CNN-nel is konfliktusba került.[166] Érdekesség, hogy nem sokkal ezelőtt közölte a Fehér Ház sajtófőnöke, Sarah Huckabee Sanders, hogy semmi sem áll távolabb az amerikai elnöktől, mint az erőszak, illetve annak népszerűsítése.[167] A CNN reagálása szerint szomorú, hogy Trump gyerekes, a hivatala méltóságán aluli módon buzdít az újságírók elleni erőszakra, ahelyett hogy a dolgát végezné. Ugyancsak július 2-án Jared Yates Sexton író és politikai elemző közzétette, hogy a GIF-et egy olyan Reddit-tag tette közzé, aki már számos egyéb gyűlölködő tartalomért is felel. Sexton hozzátette, hogy a posztja után számtalan életveszélyes fenyegetést kapott, amiért szerinte a Trump által teremtett közhangulat a felelős, ami gyűlölködésre és erőszakra szít.[168]
- Trump újból támadások kereszttüzébe került, miután a halálos áldozattal járó virginiai Charlottesville-ben zajló tüntetéssorozat kapcsán mind a baloldali, mind a jobboldali szélsőségeseket elítélte.[169][170] Az eset után lemondott Trump Amerikai Ipari Tanácsának három tagja, az afroamerikai Kenneth Frazier, a Merck & Co gyógyszergyár vezérigazgatója, majd az Under Armour sportszergyártó és az Intel számítástechnikai vállalat vezetője is távozott Trump testületéből.[171][172]
- Trump azzal is hatalmas botrányt kavart a charlottesville-i események után, hogy kegyelmet adott Joe Arpaio nyíltan rasszista seriffnek, aki saját, maga által is „koncentrációs tábornak” nevezett büntetőtelepet tartott fenn. A Trump támogatójaként is ismert seriffet a migránsok és a spanyolajkúak hátrányos megkülönböztetése miatt ítélték el. Maga Arpaio olasz bevándorlók leszármazottja.[173]
- Trump azokat az amerikaifutball-játékosokat is kritizálta, akik a rasszizmus elleni demonstrációként ülve maradtak a himnusz alatt, őket szerinte „el kell takarítani a pályáról és ki kell rúgni.” A tüntetéssorozatot elindító Colin Kaepernicknek azt javasolta, hogy ha nem tetszik neki Amerikában, akkor „nyugodtan húzzon el az országból.” Hozzátette, hogy az NFL csökkenő nézettségét szerinte a keményebb szerelések betiltása okozta, miközben azokról bebizonyosodott, hogy súlyos, maradandó egészségi károkat okoznak.[174] Ezt megtoldva később már egyenesen a meccsek bojkottjára szólított fel, miközben olyan játékosokkal vitatkozott a Twitteren, mint Stephen Curry vagy LeBron James, aki szimplán „seggnek” nevezte Trumpot.[175] Más csapatok és csapattulajdonosok is szolidaritásukat fejezték ki, miközben elítélték Trump kirohanásait,[176] de ugyanígy tettek ismert zenészek is.[177] J.K. Rowling írónő is bírálta Trumpot „Nem mindenki kap ám milliókat apucitól, Donnie. Ők (a profi NFL-játékosok) például kiérdemelték ezt” üzenetével.[178] Trump aztán odáig ment, hogy felvetette: tiltsák be a himnusz alatti térdelést. Az NFL és a csapatok azonban továbbra is egyöntetűen elutasították Trumpot.[179] Volt olyan klubtulaj, akit az események hatására telefonon rasszista üzenetekkel bombáztak.[180]
- Hírek szerint Trump összetűzésbe keveredett Rex Tillerson külügyminiszterrel és Bob Corker republikánus szenátorral, a szenátus külügyi bizottságának elnökével is. Tillerson tagadta a konfliktust, Trump pedig kész lett volna IQ-teszttel bizonyítani, hogy melyikük okosabb.[181] Corker viszont azt nyilatkozta, hogy Trump a harmadik világháború felé sodorja az országot, miután Trump Észak-Korea megtámadását is kilátásba helyezte. Ezután egy Twitter-csörtére is sor került köztük, Trump azt írta, hogy a politikától visszavonuló Corker „nem elég tökös” az újrainduláshoz, és hogy támogatásért „könyörgött” nála, mire Corker „felnőtt napközinek” minősítette a Fehér Házat, és hogy csak a Tillersonhoz hasonló politikusok mentik meg az Egyesült Államokat a káosztól.[182][183]
- Trump 2017. november 17-én hozott rendeletében feloldotta volna az elefántcsont behozatali tilalmát Zimbabwéből és Zambiából, de az állatvédők tiltakozása miatt másnap visszavonta a javaslatot.[184]
- 2017 novemberében Trump vendégül látta azokat a második világháborús indián kódbeszélőket, akik annak idején saját anyanyelvükön közvetítettek fontos és bizalmas információkat. A találkozó során Trump gúnyosan „Pocahontasként” utalt egy magát indián származásúnak valló szenátorasszonyra, akin Trump már korábban is élcelődött. Ráadásul a találkozó nyilvános részét annak az Andrew Jacksonnak a portréja előtt tartották, aki 1830-ban elnökként aláírta az indián őslakosokat földjeiktől megfosztó törvényt.[185]
- Jelentős diplomáciai konfliktushoz vezetett 2017. december 6-i bejelentése, melyben Jeruzsálemet ismerte el Izrael fővárosának, az állam 1948-as alapítsa óta elsőként, miközben ezt a státuszt addig Tel-Aviv töltötte be. Az ügy előzményeként Trump már bejelentette, hogy Tel-Avivból Jeruzsálembe költözteti az amerikai nagykövetséget.[186] Jeruzsálemet azonban se a nemzetközi közösség, se a palesztin szervezetek, se több más közel-keleti állam nem ismeri el fővárosnak, emiatt pedig a bejelentést követően ezen országokban is tiltakozások indultak meg Trump ellen, más országok pedig aggodalmuknak adtak hangot.[187][188] Izraelben zavargások és fegyveres konfliktusok is kirobbantak a bejelentés hatására.[189] Trump még azokat az államokat is megfenyegette, amelyek az ENSZ-ben kilátásba helyezték a Jeruzsálem státuszára vonatkozó döntésének visszavonására vonatkozó határozattervezet megszavazását,[190] ettől függetlenül azt az ENSZ országainak döntő többsége megszavazta.[191]
- Egy 2018 elején megjelent, Trump első elnöki évéről szóló botránykönyv, Michael Wolff Tűz és düh (Fire and Fury) c. kiadványa is konfliktus forrása lett.[192][193][194][195][196] Mindezek hatására a könyv gyorsan bestseller lett, Wolff pedig úgy nyilatkozott Trumpról egy interjúban, hogy „a Föld leghiteltelenebb embere”.[197] Trump később az eseményekre reagálva azt írta, hogy bár ellenfelei a „mentális állapotával” akarták lejáratni, vállalkozói eredményei, majd választási győzelme alapján ő igazából egy „zseni”.[198]
- Egy 2018 februárjában történt, 17 áldozatot követelő iskolai lövöldözés után Trump a fegyvertartás szigorításának elmaradása helyett a tanárok felfegyverzésének hiányát és az erőszakos videójátékokat emlegette az eset okaként.[199] Ugyanakkor hajlandónak mutatkozott a fegyvertartás szigorítására is, aminek érdekében napokon belül egy elnöki memorandumot és egy törvényjavaslatot is aláírt.[200]
- Nagy botrányt váltott ki Trump bevándorlókkal kapcsolatos gyakorlata is, ami az illegálisan az Egyesült Államokba érkező menekültektől azonnal elszakította a velük érkező gyermekeiket, mivel a törvény értelmében a felnőtt személyek ellen automatikusan eljárás indult, eközben a gyermekeket külön táborokban tartották. A gyakorlat ellen Trump felesége mellett Ferenc pápa is felszólalt. Az eljárásnak egy Kanadában élő magyar származású család is áldozatul esett. A felháborodás hatására Trump végül visszavonta a rendelkezést.[201][202][203]
- 2018 augusztusában Trump korábbi ügyvédje, Michael Cohen a szövetségi bíróságon bevallotta, hogy az akkor még elnökjelölt Trump utasítására jelentős hallgatási pénzeket fizetett ki Trump két korábbi nőügyének eltussolása érdekében, ami tiltott kampányfinanszírozásnak minősül. (A Cohennel szembeni eljárással egy időben Trump korábbi kampányfőnökét, Paul Manafortot jogerősen elítélték gazdasági bűncselekmények miatt.)[204] Trump tagadta, hogy ilyen célra kampánypénzt fordítottak volna.[205]
- Szintén botrány lett a 2018. augusztus 25-én elhunyt John McCain republikánus szenátor és elnökjelölt halálának elmaradt fehér házi közleményéből, aminek kiadását a hírek szerint maga Trump vétózta meg, és a szokásokkal ellentétben a nemzeti lobogót sem engedték félárbócra, Trump csak egy rövid twitterbejegyzésben reagált a halálhírre. McCain többször is élesen bírálta Trumpot, ennek tudták be a részvétnyilvánítás elnöki megnyilvánulásának elmaradását, és csak a felháborodás hatására történtek meg az ilyenkor megszokott hivatali gesztusok, két nappal később.[206][207][208]
- Trump bírálta a Google-t és a Facebookot is, mert szerinte akadályozzák a konzervatív tartalmak és vélemények elérését, ezért ő és fia, ifjabb Donald felvetette egy saját értelmezésükben „jobboldaliaknak szóló” közösségi oldal létrehozását. A Google visszautasította Trumpék vádjait.[209]
- 2018 szeptemberében újabb botránykönyv jelent meg Trumpról Félelem: Trump a Fehér Házban címmel, amelyet a Watergate-botrányt egykor felderítő egyik újságíró, Bob Woodward írt. A könyv szerint Trump stábja és kormánya lényegében az ő utasításait megkerülve dolgozik, mert azok katasztrofális káoszba taszítanák az országot, mivel Trumpnak szinte semmiről nincs fogalma. Egy ekkor megjelent véleménycikk szerint is folyamatos kármentés zajlik a kabinetben Trump megkerülésével. A könyvet és a cikket is többen fenntartással kezelték, de olyan vélemény is napvilágot látott, miszerint inkább indítsák meg az elnök elleni lemondatási eljárást, mint hogy így kormányozzanak.[210] Trump később – az állítások kritizálása mellett – egy ellenkönyvet ígért az „igazsággal”.[211]
- 2018. október 2-án egy kampányrendezvényen gúnyolódott azon a nőn, aki szexuális zaklatással vádolta meg azt a főbírójelöltet, akit Trump javasolt a pozícióba.[212] Ráadásul több, az ügyet firtató újságíróval is alpári hangot ütött meg, mikor az ügyről kérdezték volna,[213] a jelölt ellen tüntetőket pedig azzal vádolta, hogy Soros György pénzeli őket.[214] A jelöltet végül csekély többséggel megszavazták.[215]
- 2018. október 18-án egy másik, montanai kampányrendezvényen azt a montanai republikánus képviselőt dicsérte, aki még előző évben dulakodásba keveredett egy újságíróval, akit a földre is lökött. Az eset után a képviselőt pénzbírságra, közmunkára és dühkezelési terápiára ítélték. Trump a rendezvényen úgy fogalmazott, hogy „kedvemre való fickó”.[216]
- Nyugtalanságot okozott Trump azon bejelentése is, miszerint felmondanák a rövid és közepes hatótávolságú nukleáris erőkről szóló megállapodást (INF), mondván, Oroszország megsérti az 1987-ben aláírt egyezményt, melyet Ronald Reagan és Mihail Gorbacsov kötött. Oroszország kritizálta és veszélyesnek nevezte Trump döntését, de maga Gorbacsov is hibának és ostobaságnak nevezte az INF-szerződés felmondását.[217][218] A szerződést végül 2019. augusztus 2-ával mondták fel.[219]
- 2018 novemberében újra összeszólalkozott több újságíróval is, durva, személyeskedő kifejezésekkel illetve őket. Először a CNN egyik tudósítójával veszett össze, mikor nem volt hajlandó válaszolni a kérdésére, miszerint Trump miért minősített korábban „inváziónak” egy, az USA felé tartó menekültkaravánt. A tudósítót másnap ki is tiltották a Fehér Házból, arra hivatkozva, hogy fizikailag inzultált egy ottani alkalmazottat, aki megpróbálta kivenni a kezéből a mikrofont, a szerintük ezt igazoló felvételeket azonban manipulálták, fizikai erőszak nem történt. A CNN mellett a Fehér Házi Tudósítók Szövetsége is elítélte a tudósító kitiltását, ami a döntés visszavonására szólította fel a Fehér Házat.[220] Másnap a külföldre induló Trump utazása előtt ismét csak sértegetésekkel válaszolt a tőle az ügyben kérdező újságíróknak.[221] A CNN pert is indított az ügy miatt, az ítélet szerint pedig a tudósító visszakapta a belépőjét,[222] válaszul új szabályként bevezették, hogy Trumpnak minden újságíró csak egy kérdést tehet fel.[223]
- 2018 végén annak ellenére nevezte újra veszélytelennek a klímaváltozást, hogy annak veszélyeiről a saját kormánya adott ki jelentést. Kijelentette, hogy ő nem hisz a benne szereplő megállapításokban, és hogy szerinte az USA a legkevésbé környezetszennyező ország, valamint hogy a környezetvédelem ügyében Ázsia, azon belül pedig Kína és Japán tehetne lépéseket.[224] Ráadásul egy olajipari lobbistát jelölt a környezetvédelmi hivatal élére, akit 2019 elején csekély többséggel meg is szavazott a kongresszus.[225]
- Ugyanekkor New York főállamügyésze bejelentette, hogy Trump jótékonysági alapítványa befejezi működését, miután a vizsgálatok szerint azt Trump és gyerekei jogtalanul használták fel saját céljaikra. Trump már korábban tagadta a vádakat, a szervezet jogásza szerint pedig az alapítvány egyébként is fel akarta oszlatni magát, a tulajdonában lévő értékeket pedig jótékony célokra kívánta felajánlani.[226][227]
- 2018 végén Trump többedszer próbálta kizsarolni a kongresszustól azt az ötmilliárd dollárt, amit a kampányában beígért határfalra szánt. Miután ezt nem kapta meg, nem írta alá a költségvetést, emiatt pedig leálltak a kormányzati szervek.[228] Trump több évre is kilátásba helyezte a leállást.[229] A leállás 22 nap után elérte az addigi rekordot, sok közalkalmazott tüntetett is az elmaradt béreik miatt.[230] Trump a helyzetért megpróbálta a demokratákat felelősként beállítani, de egy közvélemény-kutatás kimutatta, hogy a többség Trumpot tartja felelősnek. Ebből az is kiderült, hogy nőtt a fal támogatóinak száma, de körükben is többen voltak azok, akik nem értettek egyet Trump kijelentésével, miszerint kilátásba helyezi a szükségállapot kihirdetését, hogy kongresszusi jóváhagyás nélkül is megépíthesse a falat.[231] Végül Trump elfogadott egy három hétre szóló költségvetést, mellyel véget ért az addigi leghosszabb kormányzati leállás, ami már a légiforgalmat is veszélyeztette.[232] Miután viszont egyértelművé tette, hogy a rendkívüli állapot kihirdetésével akarja a falat megépíteni, 16 állam pert indított Trump ellen arra való hivatkozással, hogy maga teremt válsághelyzetet.[233][234]
- A tőzsde több helyen is negatív csúcsokat döntögetett, miután Trump tweetje szerint a Fed a felelős a belföldi gazdasági nehézségekért.[235] Közben egy tanulmány kimutatta, hogy Trump vámintézkedései közel 8 milliárd dolláros kárt okoztak.[236]
- 2019 márciusára közreadták Robert Mueller különleges ügyész vizsgálatának összefoglalóját, mely szerint nem találtak bizonyítékot Trump és Oroszország összejátszására az elnökválasztáson. Bár Trump és hívei a fejleményt sikerként értékelték, az összefoglaló csak a bizonyítottság hiányát állapította meg, ugyanakkor számos bizonyított körülmény igazolta Oroszország befolyásolási szándékait az elnökválasztásban.[237] Később a szenátusi meghallgatásán Mueller igazolta a jelentés azon megállapításait, melyek szerint Trump és stábja akadályozta a nyomozást, miután egyértelművé vált, hogy Trumpot nem mentették fel a vádak alól.[238] Trump szerint Mueller „rémes munkát” végzett, és semmi nem igaz a jelentéséből.[239]
- Nagy botrány lett Trump négy, külföldi származású, színes bőrű, demokrata képviselőnőre tett megjegyzéséből is, akik bírálták Trumpot és kormányzását. Nekik (is) azt üzente, hogy ha nem tetszik nekik Amerikában, menjenek vissza oda, ahonnan jöttek. Az egyik képviselőnőt még azzal is megvádolta, hogy terroristaszimpatizáns.[240] A négy megválasztott, amerikai állampolgárságú képviselőnő közül azonban már hárman is az Egyesült Államokban születtek. Trump véleményét sokan rasszista megnyilvánulásként értelmezték, a képviselőház is határozatban ítélte el, rasszistának minősítve azt. Trump tagadta, hogy rasszista szándéka lett volna, és a demokratákat kritizálta.[241] Az ügy miatt saját szavaitól elhatárolódva magyarázkodni is kényszerült, miután egy kampányrendezvényén a tömeg „Küldd vissza!” és hasonló kirekesztő mondatokat skandált.[242] Al Green texasi demokrata képviselő – szintén az ügy miatt – benyújtotta javaslatát Trump felmentésére,[243] de az végül elbukott a képviselőházban.[244]
- 2019. augusztus 3-án El Pasoban és Daytonban is ámokfutó lövöldözött, a két támadás összesen legalább 29 áldozatot követelt, és az El Paso-i esetben kimondottan mexikói bevándorlók ellen irányult. Reakciójában Trump elítélte a rasszizmust, és az internetet meg a közösségi médiát tette felelőssé, a fegyvertartási szigorításról viszont nem tett említést.[245] Sokak szerint ugyanakkor maga Trump is táplálta a rasszizmust azzal, hogy korábban az interneten több ezerszer emlegette a bevándorlókat elmarasztalóan,[246] Beto O’Rourke, ohioi demokrata szenátor mellett maga Barack Obama is bírálta az elnököt,[247][248] akivel az El Paso-i kórházban ápolt sebesültek sem kívántak találkozni.[249]
- 2019. december 10-én elkészült az a kongresszusi vádirat, amely Trump leváltását célozta. A dokumentum első vádpontja szerint Trump Ukrajna frissen megválasztott elnökénél akarta kijárni, hogy találjon valamilyen terhelő bizonyítékot Joe Biden korábbi alelnök és esélyes elnökjelölt fia ellen, akinek ukrán érdekeltségei is vannak, és hogy igazolja azt az elméletet, miszerint nem Oroszország, hanem Ukrajna avatkozott bele a 2016-os elnökválasztásba. Megvádolták ezen kívül azzal is, hogy akadályozta a kongresszus bizottságainak munkáját, amikor megtiltotta adminisztrációja tagjainak az elmozdítását vizsgáló bizottságok előtti megjelenést. Trump a Twitteren „őrületnek” minősítette a lépést, noha érdemben sem ő, sem a kabinetje nem cáfolta a vádakat.[250] December 18-án a képviselőház megszavazta a vádemelést, 230:197 arányban a hatalommal való visszaélést illetően, és 229:198 arányban a kongresszus munkájának akadályozását illetően, így Trump lett a harmadik elnök, aki ellen ilyen eljárás indult,[251][252] de a republikánus többségű szenátus végül felmentette a vádak alól.[253]
- A 2020 elején kipattant koronavírus-járványt először még a „demokraták hoaxának” állította be, dacára a világszintű megbetegedéseknek,[254] de az első amerikai fertőződtek megjelenése után már ő is elismerte a járvány létét,[255] később pedig szükségállapotot is bevezetett.[256][257] Március végén több tévétársaság idő előtt abbahagyta Trump beszédének élő közvetítését, mert számos megkérdőjelezhető valóságtartalmú kijelentést tett.[258] Az elnök ezután többször is kritizálta a WHO-t, noha a szervezet kérte, hogy ne politizálják át a járványt.[259] Trump ennek ellenére bejelentette, hogy az USA megvonja az anyagi támogatását a WHO-tól, amivel nagy felháborodást váltott ki.[260] Tedrosz Adhanom Gebrejeszusz, a WHO főigazgatójának reagálása szerint a járvány legyőzése a legfontosabb, de célzott arra is, hogy politikai kampány folyik ellene.[261] Trump aztán többek közt az amerikai járványügyi hivatal vezetőjével is összekülönbözött,[262] majd olyan vad ötleteket osztott meg, mint hogy fertőtlenítőt kellene a betegek szervezetébe juttatni, vagy hogy az UV-fényterápia segíthet. Ezután megannyi orvos és egészségügyi dolgozó tiltakozott, mondván Trump ötletei önmérgezésre sarkalhatnak embereket, miközben a nagyszámú valódi betegek ellátására kell összpontosítaniuk, ezért senkinek nem tanácsolják, hogy Trump ötlete alapján fertőtlenítőt igyanak.[263][264] Egy napra rá már arról beszélt, hogy csupán „szarkazmusnak” szánta a fertőtlenítős ötletét.[265] Az elnök amúgy notóriusan nem volt hajlandó védőmaszkot viselni, miközben ez az ottani védekezésnek is alapeleme volt,[266] majd közölte azt is, hogy az Egyesült Államok megszakítja a kapcsolatát a WHO-val.[267]
- Trump annak dacára vádolta a Twittert a konzervatív vélemények elnyomásával, hogy annak évek óta ő volt az egyik legintenzívebb felhasználója. Tette mindezt azután, hogy a közösségi portál működése óta először problémásnak ítélt két, Trumptól származó bejegyzést, melyekben a koronavírus-járvány idején történő levélszavazás szerinte lehetséges választási csalásáról értekezett. Trump ezután előbb a Twitteren bírált, majd egy elnöki rendelettel a közösségi médiumokat tette jogilag felelősségre vonhatóvá a felületükön megjelenő problémás (sértő, gyalázkodó, valótlan stb.) bejegyzésekért. A lépest többen bírálták, Trump aktuális frusztrációjának megnyilvánulásaként értékelve azt, hozzátéve, hogy alkotmányellenes, kivitelezhetetlen, és értelmetlen.[268] Közben a Snapchat is jelezte, hogy a Snap alkalmazása a jövőben abbahagyja Trump üzeneteinek hirdetését, így ezentúl csak azok láthatják azokat, aki kifejezetten rákeresnek.[269]
- Tüntetések törtek ki az Egyesült Államokban, miután május 25-én meghalt egy George Floyd nevű fekete férfi, akinek percekig térdelt a nyakán egy rendőr annak ellenére, hogy nem állt ellen az intézkedésnek.[270] Trump amiatt lett bírálatok tárgya, mert viselkedésével maga is tovább súlyosbította az amúgy is felfokozott helyzetet,[271] például az államok kormányzóit bírálta a kialakult helyzet miatt, miközben többször jelét adta, hogy erőszakkal verné le a tiltakozásokat.[272][273] A Facebook letiltott egy Trumphoz köthető bejegyzést, mert náci szimbólumot használtak benne,[274] a Twitteren pedig egy manipulált videó közzétételével próbálta Trump újra „álhírgyártónak” beállítani a CNN-t.[275]
- A New York Times 2020. szeptember végén megjelentette Trump megszerzett adóbevallásait az azt megelőző 18 évből, miután azt Trump se előválasztásakor, se elnöki ciklusa során nem hozta nyilvánosságra, hiába kötelezték is erre később. Eszerint Trump jelentős adósságokkal rendelkezik, mivel szállodái és golfklubjai veszteségesek, valamint hiteleket is felvett, ugyanakkor 11 évig semmilyen jövedelemadót nem fizetett. Trump tagadta a megjelent információkat, és azt állította, hogy az adóbevallása feldolgozása után ezt mindenki láthatja, de konkrétumokat nem mondott.[75][76]
- 2020. október 2-án derült ki, hogy pozitív lett Trump koronavírus tesztje, miután egyik fertőzött tanácsadójával utazott az elnökjelölti vitára.[276] Trump számos korábbi kampányrendezvényén és fehér házi eseményén sem tartották be az ajánlott távolságtartást, maga Trump pedig szinte soha nem viselt maszkot. Így volt ez szeptember 26-án is, amikor Donald Trump az alkotmánybíró-jelöltjét mutatta be, sok kabinettag minden bizonnyal ekkor lett fertőzött.[135][277] Trumpot kórházba szállították, ahonnan azonban már két nap múlva ki akart jönni, mert nem akarta, hogy gyengének tűnjön. Ki is kocsizott a kórházból egy rövid időre hívei elé, majd kiderült, hogy a Fehér Ház orvosa is hazudott Trump állapotáról.[278] Október 5-én aztán visszatért a Fehér Házba, amiről imázsvideót is csinált, majd látványosan letépte magáról a maszkot, miközben még nyilvánvalóan aktív fertőzöttnek számított. Ezután több Twitter-üzenetben próbálta bagatellizálni a vírus hatásait, melyeket a Twitter elrejtett, a Facebook pedig törölt, mint ami valótlan állításokat tartalmaz a COVID-19 veszélyességével kapcsolatban.[279][280] Egy napra rá úgy megugrott a környezetében megfordult személyek fertőzöttsége, hogy járványgóccá vált a Fehér Ház is.[136] Trumpot néhány nappal később gyógyultnak nyilvánították, miután egy kivételes kísérleti kezelésben részesült,[137] de ezután nem volt hajlandó a következő, október 15-én Miamiban tartandó elnökjelölti vitán részt venni, mert azt biztonsági okokból online szerették volna megtartani, Trump szerint viszont „az nem vita, mert bármikor kikapcsolhatják”, ezen kívül a leendő moderátort is kritizálta, mint „Trump-ellenes figurát”, így ezt a vitát lemondták.[281][282] Közben Trump azon Twitterbejegyzését, melyben azt állította, hogy gyógyulttá nyilvánítása után már nem kaphatja el a koronavírust, mert immunissá vált, és nem is tud vele megfertőzni másokat a Twitter megint problémásnak ítélte, és elrejtette, mint megtévesztő információt.[283] Anthony Faucival, a Fehér Ház járványügy szakértőjével is újra konfrontálódott, miután Fauci bírálta Trumpot, mert véleménye szerint Trump mindvégig fittyet hányt a járványügyi védekezésekre.[284][285] Trump arról is beszélt, hogy szerinte az orvosok anyagilag érdekeltek abban, hogy egy beteget a koronavírus áldozataként tüntessenek fel, ezért hazudják annak az elhunytak egy részét. Az amerikai orvosokat tömörítő American Medical Association szervezet felháborítónak nevezte és visszautasította az állítást, de az anyagi érdekeltségre való utalást nem cáfolta, csupán a szándékosságról jelentették ki, hogy arra nincs bizonyíték. Trump arra utalt a kijelentéssel, hogy az USA-ban minden fertőzöttet a koronavírus áldozataként tüntetnek fel, akkor is ha egyéb betegségben halt meg. A CNN egy szakértőre hivatkozva azt írta, hogy a hivatalosan bejelentett esetek 92%-ában valóban a vírus a tényleges halálok.[286] Később olyat is mondott, hogy New York államba akkor sem küldene vakcinát, ha már lesz, miután Andrew Cuomo, New York-i kormányzó aggodalmát fejezte ki a vakcinák biztonsága miatt, aki korábban is többször bírálta Trumpot. Cuomo hozzátette, hogy a helyi államügyészek adócsalás miatt vizsgálják Trumpot,[287] Letitia James New York-i legfőbb ügyész pedig közleményt adott ki, amelyben perrel fenyegeti Trumpot, ha a kormány valóban nem küld vakcinát az államnak.[288]
- A 2020. november 3-án tartott elnökválasztáskor szoros eredménnyel a demokrata Joe Biden győzött Trump ellenében, ettől függetlenül Trump még aznap győztesnek mondta magát, majd csalással vádolta meg a demokratákat, noha erre semmilyen bizonyítéka nem volt. Azt is mondta, pereket indít a választás tisztasága miatt. Elsősorban a korábban leadott levélszavazatok tisztaságát vonta kétségbe.[289][290] Trump ezután főleg a Twitteren kritizálta a választást, amiket a közösségi oldal is kétes tartalmú bejegyzésekként kezelt.[291][292] A helyi bíróságok azonban sorra utasították el Trump kereseteit, mondván nincs hitelt érdemlő bizonyíték mögöttük.[293] A Republikánus Párton belül is többen bírálták Trump vádaskodásait.[294] Más vélemények arról is szóltak, hogy Trump megintcsak nem akar olyan „gyenge elnöknek” tűnni, aki túl könnyen ismeri el a vereségét.[295] A szoros eredményeket produkált államokban ettől függetlenül újraszámoltak a szavazatokat, valamint a még visszalévő államokban is összesítették a voksokat, ezek alapján a végeredmény Biden 306 elektori szavazata lett Trump 232 szavazatával szemben.[296] Később pedig már a saját adminisztrációját dicsérte a választás lebonyolítása miatt, amit viszont korábbi állítása szerint „elcsaltak”.[297] Trump csak november 15-én említette először egy Twitterbejegyzésben, hogy Biden győzött, de itt is rögtön mellé tette, hogy azért, mert csalt.[298] Donald Trumpnak a választásokkal kapcsolatos alaptalan kirohanásait a média és politikai ellenfelei a nagy hazugságként emlegetik.[299][300]
- John Bolton, Trump egykori nemzetbiztonsági tanácsadója a Klubrádiónak adott interjút, itt elmondta – ahogy azt már korábban emlegették Trumppal kapcsolatban –, hogy Trumpnak alapvető dolgokról nincs fogalma. Bolton szerint Trump úgy tudta, hogy Finnország Oroszország része, Venezuela az Egyesült Államokhoz tartozik, de azt is megkérdezte a brit miniszterelnöktől, hogy Nagy-Britanniának van e atombombája. Az egykori tanácsadó azt is mondta, remélte, hogy Trump idővel felnő a feladatához, de csalódnia kellett. Bolton is kritizálta Trumpot amiatt, hogy bizonyítékok nélkül kiált csalást, miközben elnökként sokkal felelősségteljesebben kellene viselkednie.[301]
- Trump november 17-én elbocsátotta Christopher Krebset, a belbiztonsági tárca választások biztonságáért felelős infrastrukturális és kiberbiztonsági ügynökségének igazgatóját is, akit még ő maga nevezett ki 2016-ban. Krebs ugyanis megpróbált gátat vetni Trump azon állításainak, miszerint csalás történt volna a választásokon, és többször is közölte, hogy nem merült fel csalást igazoló körülmény.[302]
- Bár Trump jóváhagyta a hatalom hivatalos átadás-átvételét bonyolító hivatal munkájának megkezdését,[303] Biden győzelmét nem ismerte el és továbbra is csalásról beszélt – bizonyítékok nélkül, de még a Legfelsőbb Bíróság is visszautasította Trump kereseteit.[304] Trump Georgia választási illetékesére is megpróbált telefonon nyomást gyakorolni, hogy ne ismerje el Bident győztesnek, de nem járt sikerrel.[305]
- Közben Trump – elsőként az amerikai elnökök közül – megvétózta a katonai költségvetés elfogadását, amit viszont a szenátus lesöpört.[306][307]

### 2021-es capitoliumi ostrom

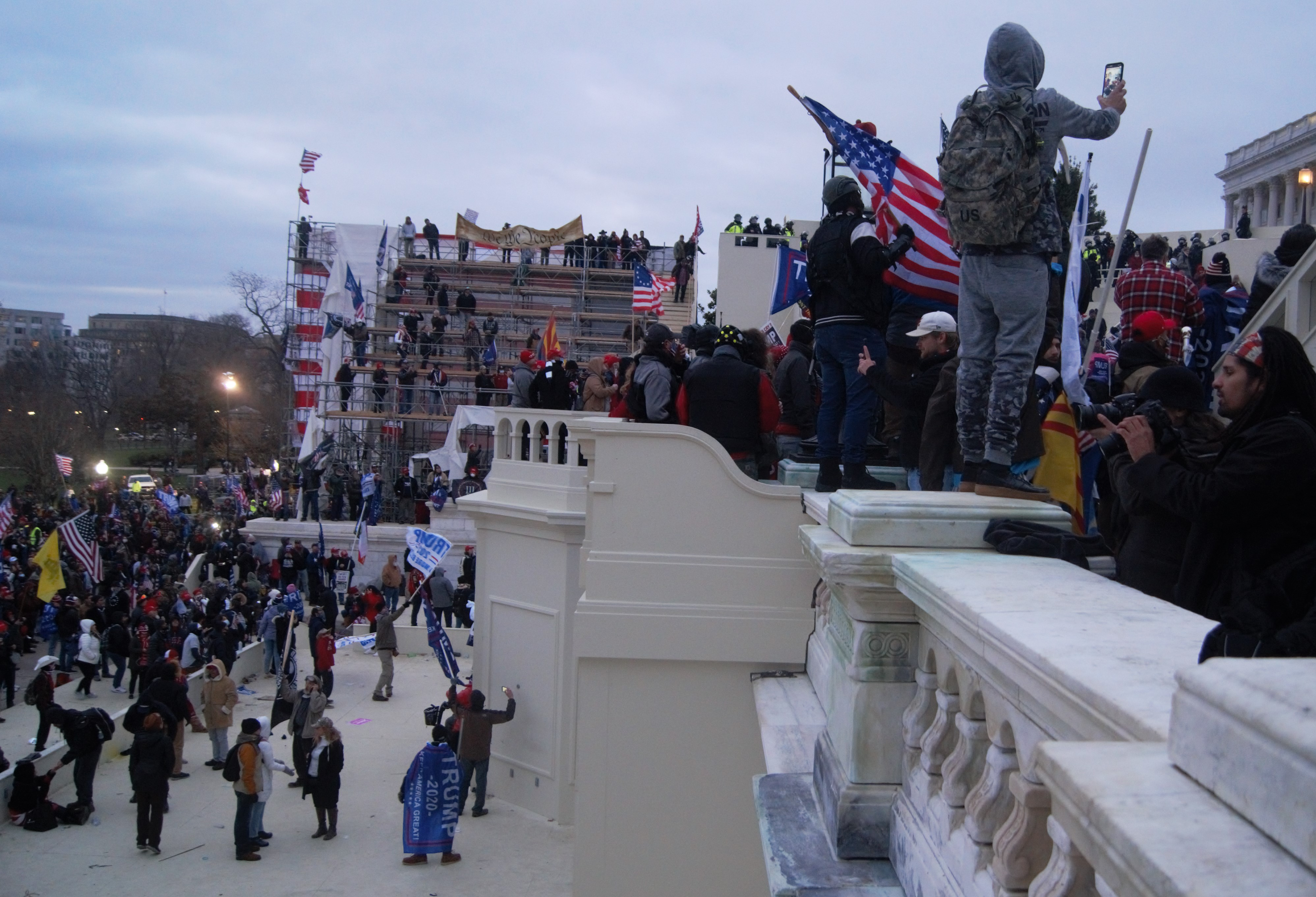
2021. január 6-án a Trump által agitált tömeg behatolt az USA törvényhozási épületébe.

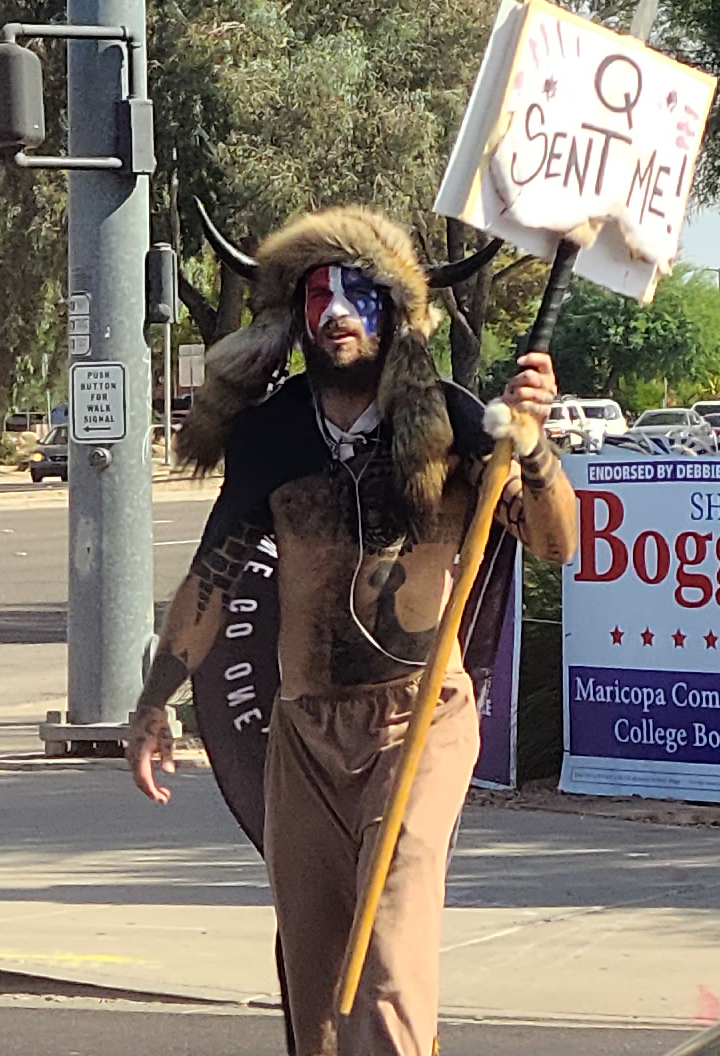
Trump egyik, QAnon mozgalmi híve, akit a capitoliumi zavargások után letartóztattak

2021. január 6-án Trump-párti tüntetők megostromolták a Capitoliumot, ahol Biden győzelmét hitelesítették volna, a tüntetők egy része az épületbe is behatolt, az összecsapásban öt ember életét vesztette. A történtekre azután került sor, hogy Trump korábban utcára hívta híveit erre a napra, ismét választási csalást emlegetve.
Az incidenst több republikánus politikus, korábbi elnök és egyéb közszereplő is elítélte Trump felelősségét emlegetve, aki szerintük egyértelműen szította a híveit, hogy akadályozzák meg az elnökváltás menetét. Több Trumpot korábban támogató republikánus képviselő is jelezte, hogy ezek után elismerik Biden győzelmét, mi több Trump menesztése is felmerült Biden beiktatásáig, mások pedig bejelentették felmondásukat.
Bár Trump most sem ismerte el vereségét, jelezte, hogy hajlandó átadni a hatalmat Bidennek. Közben Trumpot ideiglenesen törölték a közösségi felületekről, így csak média-tanácsadóján keresztül tudott üzenni. Trump aztán kitiltotta a Fehér Házból alelnöke, Mike Pence kabinetfőnökét is a zavargások után. Pence ugyanis szintén elítélte a tüntetők randalírozását, és nem tett eleget Trump azon kérésének sem, hogy tekintse semmisnek a választási eredményt. Trump a Twitteren a tiltás feloldása után szintén megígérte a hatalomátadást, a Facebook és az Instagram viszont Biden beiktatásáig fenntartotta Trump kitiltását. Arra azonban nem tett gesztust, hogy elítélné a zavargásokat, sőt állítólag élvezettel nézte a közvetítéseket.
Nancy Pelosi, a képviselőház demokrata párti elnöke – kinek irodáját szintén feldúlták – Trump azonnali menesztésére szólított fel. Hangsúlyozták, hogy ha a kormány nem meneszti Trumpot, elindítják az impeachment-eljárást.
Közben Trump újabb videoüzenetet tett közzé, melyben már elítélte a rendbontást, majd jelezte, hogy nem vesz részt Biden beiktatásán. Ezt maga Biden sem bánta, aki szintén elítélte elődjét.
A zavargás utáni közvélemény-kutatás szerint az amerikaiak 57 százaléka azonnal elmozdítaná hivatalából Trumpot. (Zömük korábban is Biden támogatója volt.)
Január 8-án a Twitter is határozatlan időre felfüggesztette Trump fiókjának használatát, mert fennáll a veszély, hogy Trump további erőszakot szít. 
A közösségi oldalról való letiltást követően Trump más profilokon próbált üzenni, de a Twitter ezeket is törölte, emiatt Trump és fia, ifjabb Donald Trump is cenzúrával vádolta a közösségi oldalt – utóbbi a saját Twitter-oldalán.
Január 12-én reagált először érdemben a vádakra, hogy a beszéde indította el a rendbontásokat. Szerinte teljesen helyénvalóan cselekedett és visszautasította a felelősségét, a lemondatási eljárását pedig „boszorkányüldözésnek” minősítette. Közben az is kiderült, hogy Mike Pence alelnök mellett Trump elnöki tanácsadó lánya, Ivanka is részt vesz Biden beiktatásán, amit Trump ugyancsak rossz néven vett.
Január 13-án megszavazták a Trump elleni lemondatási eljárást, így Trump lett az első amerikai elnök, aki ellen két impeachmentet is indítottak. Ennek kapcsán kiderült, hogy korábbi ügyvédei már nem vállalják el a védelmét. Trumpot később felmentették az eljárás alól, mert elégtelen számú képviselő szavazott a felelősségre vonása mellett.
Több nagyvállalat is jelezte, hogy a zavargások után megszünteti a kapcsolatát Trump cégeivel és a Republikánus Párttal. Mitch McConnell, a republikánusok frakcióvezetője is Trumpot okolta a Capitolium ostromáért. Trump később közleményben kritizálta McConnellt, mint aki gátja a Republikánus Párt megerősödésének, mert szerinte McConnellből – aki 36 éve tagja a szenátusnak – „hiányzik a politikai belátás, a bölcsesség, az alkalmasság és a karizma”. McConnell amúgy szintén Trump felmentése mellett szavazott, ugyanakkor gyakorlatilag és erkölcsileg is felelősnek mondta a történtekért, akit szerinte inkább bíróságon kellene beperelni.
Trump olyat is állított az FBI által időközben belföldi terrorcselekménynek minősített zavargásokról, hogy a Capitoliumba behatolók „semmi veszélyt nem jelentettek, csak puszizkodni és ölelkezni mentek be a biztonsági szolgálat tagjaival, majd ki is jöttek onnan.” Később pedig adminisztratív módon próbálta akadályozni a zavargások kivizsgálásával foglalkozó bizottság munkáját.
Utóbb az is kiderült, hogy Trump fia, Donald Trump Jr. több üzenetet is küldött Mark Meadowsnak, apja kabinetfőnökének, hogy érje el nála a randalírozók elítélését, ami reményei szerint megállíthatta volna zavargásokat. Meadows válasza szerint próbálkozott ezzel Trumpnál, de ilyen nyilatkozat végül csak napokkal később történt meg.
Cassidy Hutchinson, Meadows egyik vezető tanácsadójának tanúvallomása szerint Trump a saját testőreivel is dulakodásba kezdett, mikor azok nem voltak hajlandók az ostrom alatti Capitoliumhoz vinni, eszerint Trump még az elnöki limuzin volánját is meg akarta szerezni, miközben trágár kifejezésekkel illette a testőreit. Hutchinson szerint Trump tisztában volt a tömeg agresszívitásával és azzal is, hogy többen fegyverrel érkeztek, de ez nem érdekelte őt, mondván „nem őt akarjak bántani”. Trump kesőbb is bagatelizálta a helyzet esetleges eszkalálódását.
Az ügyben 2022. december 19-én a következő jogszabályok megsértéséért kért ellene bűnügyi intézkedéseket a Január 6. Bizottság:
- Egy hivatalos folyamat megakadályozása (18 USC § 1512(c))
- Összeesküvés az Egyesült Államok károsítására (18 USC § 371)
- Összeesküvés egy hamis kijelentés megtételére (18 USC §§ 371, 1001)
- Egy felkelés ösztönzése, támogatása, segítése vagy elfogadása (18 USC § 2383)

### Kapcsolata Jeffrey Epsteinnel
2004-ig, nagyjából tizenöt éven keresztül Trump közeli barátságban volt Jeffrey Epstein pénzügyi szakemberrel, akit később elítéltek gyermekek elleni szexuális bűncselekmények következtében. Azok, akik ismerték a párost, kijelentették, hogy Trump és Epstein gyakran versengett fiatal nők kegyeiért. Egyes elméletek szerint Epsteinnek volt egy listája, amelyen gazdag klienseit tartotta számon, és amelyről Trump azt mondta, hogy napvilágra fogja hozni, ha megválasztják 2024-ben. 2025 februárjában Pamela Bondi legfőbb ügyész kijelentette, hogy a lista az asztalán volt és, hogy ki fogják adni, miután átvizsgálták. Utólag kiderült, hogy Bondi tavasszal megosztotta Trumppal, hogy az ő neve is szerepelt az Epsteinnel kapcsolatos dokumentumokban, bár nem ismert milyen formában. Júliusban az Igazságügyi Minisztérium bejelentette, hogy a lista nem létezik, és megerősítette, hogy Epstein öngyilkos lett, amely nem egyezett meg más elméletekkel. Ennek következtében a két fél korábbi kapcsolata ismét nagy érdeklődést keltett, Trump saját támogatói közül is voltak, akik ellene fordultak. Közösségi média oldalain Trump kijelentette, hogy bárki, aki azt akarja, hogy a dokumentumok megjelenjenek „hülye,” „puhány” és nem igazán támogatója.

## Első elnöksége végén és azt követően
Trump videóüzenetben köszönt el saját elnökségét méltatva és sok sikert kívánt Joe Biden adminisztrációjának, Biden nevének említése nélkül. Itt azt is közölte, hogy „mozgalmat indít”. Szóba került az is, hogy új pártot alapítana „Hazafi Párt” (Patriot Party) néven. Utolsó elnöki lépésként kegyelmet adott 143 embernek, köztük egykori tanácsadójának, Steve Bannonnak, akit sikkasztás miatt ítéltek el, és veje egy barátjának is, akit zaklatással vádoltak.
Ígérete szerint nem vett részt Biden beiktatásán, ahogy több más elnöki átadási aktust sem tett meg, erre 152 év óta nem volt példa. Trump a Fehér Házból feleségével az Andrews légitámaszpontra repült az elnöki helikopterrel, onnan utaztak tovább a floridai birtokára.
Egyes szélsőjobboldali csoportok jelezték, hogy elpártolnak az általuk addig támogatott Trumptól, miután az elítélte a capitoliumi zavargásokat, és szerintük egyszerűen átadta a hatalmat.
Daniel Dale, a CNN újságírója tételesen átnézte és leellenőrizte Trump elnöksége során tett nyilatkozatait, ez alapján kiderült, hogy Trump elnöki ciklusa alatt legalább 9000 valótlan állítást tett, sokszor minden ok nélkül, máskor viszont tudatosan hazudott bizonyos dolgokról.
Utólag az is kiderült, hogy Trump az igazságügyi minisztérium környezetvédelmi főosztályának vezetőjével, Jeffrey Clarkal szövetkezve megbuktatták volna Jeffrey Rosen megbízott tárcavezetőt, hogy Clark a helyét elfoglalva megsemmisítse a georgiai választások eredményeit, Trumpot győztesnek kihozva. Rosen azután lett az igazságügyi tárca megbízott vezetője, hogy előző év decemberében lemondott William Barr igazságügyminiszter a Trumppal való konfliktusa miatt, miután ő sem talált csalásokra utaló körülményeket.
Craig Unger újságíró, főszerkesztő 2021 januárjában megjelent American Kompromat: How the KGB Cultivated Donald Trump, and Related Tales of Sex, Greed, Power, and Treachery című könyvében arról írt, hogy Trump már 1976-ban az oroszok látóterébe került, amikor Trump az akkor érdekeltségébe került szállójába egy orosz vállalkozótól szerzett be orosz adásra is alkalmas tévéket, valószínűleg az olcsóságuk miatt. Mivel Trump „nárcisztikus, híú, kapzsi és alacsony intelligenciájú”, ezért könnyen befolyásolható személyisége ideálissá tette a KGB számára, mint lehetséges információforrást az oroszok körbehízelegték, miközben akár tudtán kívül is felhasználták ilyen-olyan módon a saját érdekeik szerint, például mikor a médiában nyilvánult meg az orosz érdekek szerint. Már a nyolcvanas években kilátásba helyezte, hogy indul az elnökségért 1988-ban, de ezt végül mégsem tette. Jeffrey Epsteinnel, a gyanús, szexuális ragadozókent számontartott üzletemberrel is kapcsolatot tartott, akinek orgiáin Trump szépségversenyein szereplő, Szovjetunióból származó nők is feltűntek. A könyv szerint akár beszervezték Trumpot, akár nem a későbbi évtizedekben is több orosz érdekek szerinti döntest hozott üzletemberként, és több orosz ember bukkant fel a környezetében is, ezért mindezek miatt sem lehetett kizárni, hogy tényleg volt orosz befolyás az elnöki kampánya idején is.
2021. február 13-án ismét eredménytelenül végződött a Trump ellen indított második impeachment, miután nem volt meg az elítéléséhez szükséges kétharmados többség, ugyanakkor ekkor szavazott a legtöbb republikánus képviselő egy republikánus színű (volt) elnök ellen. Trump és védői mindvégig alaptalan „boszorkányüldözésnek” tekintették az eljárást. Utóda, Joe Biden közleményében úgy reagált, hogy a demokrácia törékeny, amit mindig meg kell védeni; mindig ébernek kell lenni, és hogy az erőszaknak és szélsőségeknek nincs helyük Amerikában.
Trump február 28-án, a Konzervatív Politikai Akciócsoport nevű szervezet éves konferenciáján lépett először nagyobb nyilvánosság elé az elvesztett választása óta. Itt arról beszélt, hogy nem kíván új pártot alapítani, mert azzal megosztaná a republikánus szavazókat, ezen kívül Bident és az ellene szavazó republikánus képviselőket kritizálta, valamint ismét csalást emlegetett ismét bizonyítékok nélkül.
Trump közösségi oldalakról történt kitiltása után From the Desk of Donald J. Trump (Donald J. Trump asztaláról) néven hozott létre saját közösségi oldalt, de itt csak a saját bejegyzéseit lehetett olvasni, kommentelési lehetőség nélkül. Az oldal azonban kevesebb, mint egy hónap után megszűnt. Miután a Facebook legalább 2023-ig kitiltotta, Trump arról beszélt, hogy újraválasztása esetén betiltaná a közösségi oldalakat – dacára, hogy korábban ő is azokkal jutott el leginkább a híveihez –, hozzátéve, hogy „csak Mark Zuckerberg hízelgése miatt nem tiltotta be elnökként a Facebookot”! Azt is bejelentette július 8-án, hogy bepereli a Facebookot, a Google-t és a Twittert, miután szerinte „cenzúrázták” az oldalakról történt kitiltásával.
Közben a Republikánus Párton belül szervezkedés indult, hogy végleg kiszorítsák a pártból Trumpot.
Újabb nyomozás is indult Trump üzleti vállalkozásai körül adócsalás ügyében, Allen Weisselberg, a Trump Organization pénzügyi igazgatója fel is adta magát a hatóságoknak. Közben Trump belebegtette indulási szándékát a következő elnökválasztáson, mikor a 2022-ben esedékes képviselő-választások miatt kampányolt.
Egy 2022 elején adott rádióinterjút azután szakított meg, hogy a riporter az interjúban is elhangzott „demokrata csalásokról” kért volna bizonyítékokat tőle, amire Trump szerint a következő választáson is készülnek. Trump azt is mondta „rossz volt az ügyvédje”, ezen kívül kritizálta még az őt bíráló republikánus képviselőket, Mitch McConnelt pedig „lúzernek” nevezte.
A capitoliumi ostrom kapcsán 2022. január 29-én, Texasban szólalt fel, ahol egyenesen azt helyezte kilátásba, hogy újraválasztása esetén kegyelmet adna az elítélt randalírozóknak, mert szerinte „igazságtalanul bántak velük”. Az ellene folyó vizsgálat kapcsán pedig azt üzente, szervezzenek tüntetéseket, ha eljárás indulna ellene. Közben a Republikánus Párt hivatalos közleményben nevezte „a legitim politikai párbeszéd részének” Trump bizonyítatlan csalásvádjait, és az ennek következményeként kipattant ostromot. A párt még az ostrom vizsgálóbizottsága előtt megjelent tagjait is megrovásban részesítette, Trump alelnöke, Mike Pence viszont ismét az alkotmány fontosságára hívta fel a figyelmet.
A 2022-es orosz-ukrán feszültség kapcsán egy rádióinterjúban ecsetelte Vlagyimir Putyin vélt erényeit, többek közt „zseniális” és  „Ez a csávó nagyon érti” kifejezésekkel, hozzátéve, hogy a „csalással megválasztott, fogalmatlan” Bidennel szemben az ő elnökségével ez sosem fordulhatott volna elő!
Egy újabb, 2022 májusában történt, sok gyermekáldozatot követelő iskolai lövöldözés miatt Trump újra azt javasolta egy fegyverpárti rendezvényen, hogy a tanárok kapjanak fegyvert, az iskolákat pedig kerítéssel és fémdetektorral vegyék körbe, miután a polgárok „lefegyverzéséről” beszélt, holott az eset miatt kipattant kritikák sem fegyverelkobzásról szóltak, csupán a fegyvert vásárló személyek leellenőrizhetőségéről, de Trump ezt is kritizálta. Ezen kívül azt is mondta, hogy amit az USA költ Ukrajna támogatására azt költhetné az iskolák védelmére is.
2022-ben Trump Organization című cégét bűnösnek találták adócsalási ügyekben. Még ugyanazon a napon bejelentették, hogy a Mar-a-Lago razzián kívül is találtak titkosított dokumentumokat a volt elnök rezidenciáin.
Trump, annak ellenére, hogy felkérte a republikánus képviselőket, hogy szavazatukat Kevin McCarthy frakcióvezetőre adják le a házelnöki választáson, több fordulóban (7., 8. és 11.) is kapott voksot, mindet a floridai Matt Gaetz-től.

### 2022-es razzia a Mar-a-Lago rezidencián
2022. augusztus 8-án a Szövetségi Nyomozóiroda házkutatást tartott a Mar-a-Lago rezdiencián, a floridai Palm Beach-en. A kutatás részeként feltörték Trump széfét is és átkutatták a teljes hotelt. A kutatás fő célpontja azon dokumentumok megtalálása volt, amiket Trump a Fehér Házból vitt a rezidenciára, amik között a gyanú szerint titkosított papírok is voltak.
2022 januárjának közepén a Nemzeti Archívum felfedezte, hogy Trump elvitt 15 doboz dokumentumot a Fehér Házból. Ezek között voltak olyanok is, amelyeket törvényes kötelessége lett volna a Nemzeti Archívumnak adni. Trump februárban visszaadta a dobozokat az Archívumnak, ami felfedezte, hogy egyes dokumentumokon „nagyon titkos biztonsági információk” is szerepeltek. Áprilisban a szövetségi kormány nyomozást indított a dobozokkal kapcsolatban és elrendelte a Mar-a-Lago átkutatását.
A házkutatási engedély, amelyet néhány nappal a razzia után nyilvánosságra hoztak, azt mutatta, hogy az FBI Trump után három szövetségi bűncselekmény miatt nyomoz: dokumentumok eltávolítása vagy elpusztítása, igazságszolgáltatás akadályozása és az 1917-es kémtörvény megszegése.

### 2023-as vádemelések
2023. március 30-án egy manhattani vádesküdtszék vádat emelt az Egyesült Államok 45. elnöke (2017–2021), Donald Trump ellen, amiért a 2016-os elnökválasztás előtt hallgatási pénzt fizetett Stormy Daniels pornószínésznőnek, aminek részeként meghamisítottak hivatalos dokumentumokat, hogy elrejtsék a pénzt. Ő az első amerikai elnök, akit valaha vád alá helyeztek. 2023. április 4-én feladta magát egy New York-i bíróságon, ahol őrizetbe vitték és első meghallgatásán azt vallotta, hogy nem bűnös. 34 csalással kapcsolatos bűncselekmény vádjával áll szemben.
2023. június 8-án egy szövetségi vádesküdtszék is vádat emelt ellene, főként a Kémtörvény megszegése miatt.

## Eljárások és perek
- Szövetségi büntetőeljárás titkos dokumentumok illetéktelen kezelésének vádjával
- Állami büntetőeljárás okirathamisítás vádjával (bűnös 34 – az összes – vádpontban)
- Állami polgári peres eljárás ingatlan-értékbecslések meghamisításának vádjával
- Állami polgári peres eljárás nemi erőszak és szexuális zaklatás vádjával (bűnös)
- Szövetségi büntetőeljárás választási csalásra való felbujtás és összeesküvés vádjával
- Állami büntetőeljárás választási csalásra való felbujtás vádjával
- Trump kontra Egyesült Államok immunitási ügy

## Családja
Első felesége a cseh nemzetiségű modell, vállalkozó, Ivana Trump (leánykori nevén Ivana Marie Zelníčková) (1949–2022) volt, akivel 1977 és 1992 között élt házasságban. Gyermekeik: Donald John Trump Jr., Ivanka Marie Trump, Eric Frederick Trump.
- Donald John Trump Jr. (1977) üzletember, a Trump Organization alelnöke. Felesége a zsidó származású Vanessa Haydon (1977) modell. Gyermekeik:
  - Kai Madison Trump (2007)
  - Donald John Trump III (2009)
  - Tristan Milos Trump (2011)
  - Spencer Frederick Trump (2012)
  - Chloe Sophia Trump (2014)
- Ivanka Marie Trump (1981) divatmodell, üzletasszony, a Trump Organization alelnöke, aki a hotelekért felel; apja elnökségével később fizetés nélküli tanácsadó is lett a Fehér Házban. Férje a zsidó származású üzletember, befektető, Jared Kushner (1981), akit apósa szintén elnöki tanácsadóvá tett, bár a lányánál előbb. Gyermekeik:
  - Arabella Rose Kushner (2011)
  - Joseph Frederick Kushner (2013)
  - Theodore James Kushner (2016)
- Eric Frederick Trump (1984) üzletember, a Trump Organization alelnöke, aki a golfklubokért felel. Felesége Lara Yunaska (1982) producer.

Második felesége Marla Maples (Marla Ann Maples) (1963) színésznő, médiaszemélyiség volt, akivel 1993 és 1999 között élt házasságban. Gyermekük:
- Tiffany Ariana Trump (1993), aki szociológia-urbanisztika szakon végzett, modell, énekes, internet-celeb.

Harmadik felesége a szlovén nemzetiségű modell, Melania Trump (korábbi nevén Melania Knauss, születési nevén Melanija Knavs) (1970), akivel 2005 óta házasok. Gyermekük:
- Barron William Trump (2006)[383][384]

## Cégei
Donald Trump a New York-i székhelyű The Trump Organization konglomerátum elnöke. 2016-ban a tulajdonában voltak a következő cégek:
- Trump Hotels and Casino Resorts Inc.
- New York-i Trump Enterprises
- The Trump Corp.
- Trump Development Co.
- Wembley Realty Inc.
- Park South Co.
- a kaliforniai Land Corp.
- Plaza Hotel
- Trump Tower
- Trump Plaza
- Trump Park
- Trump Palace
- Trump Castle

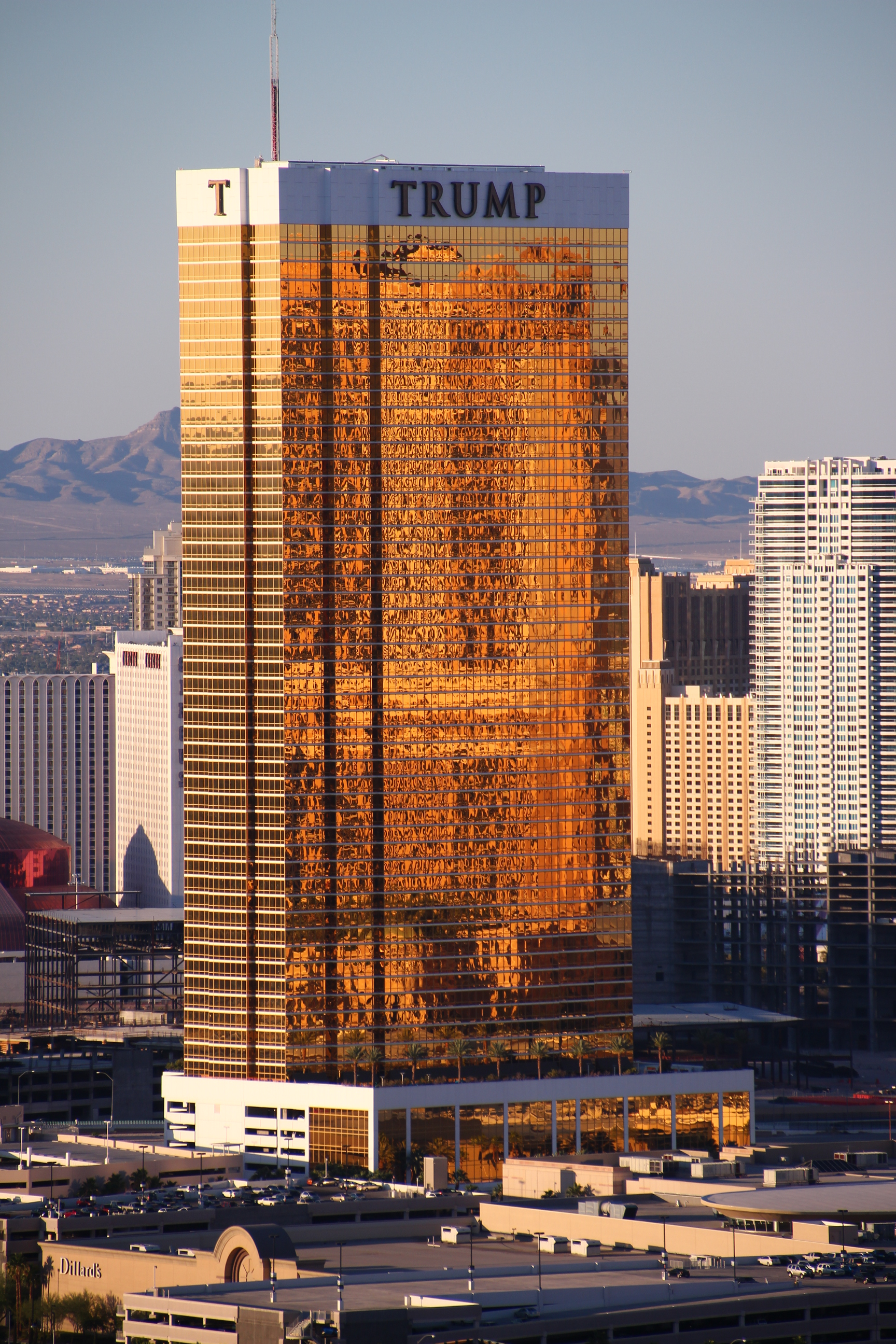
A Trump International Hotel Las Vegasban
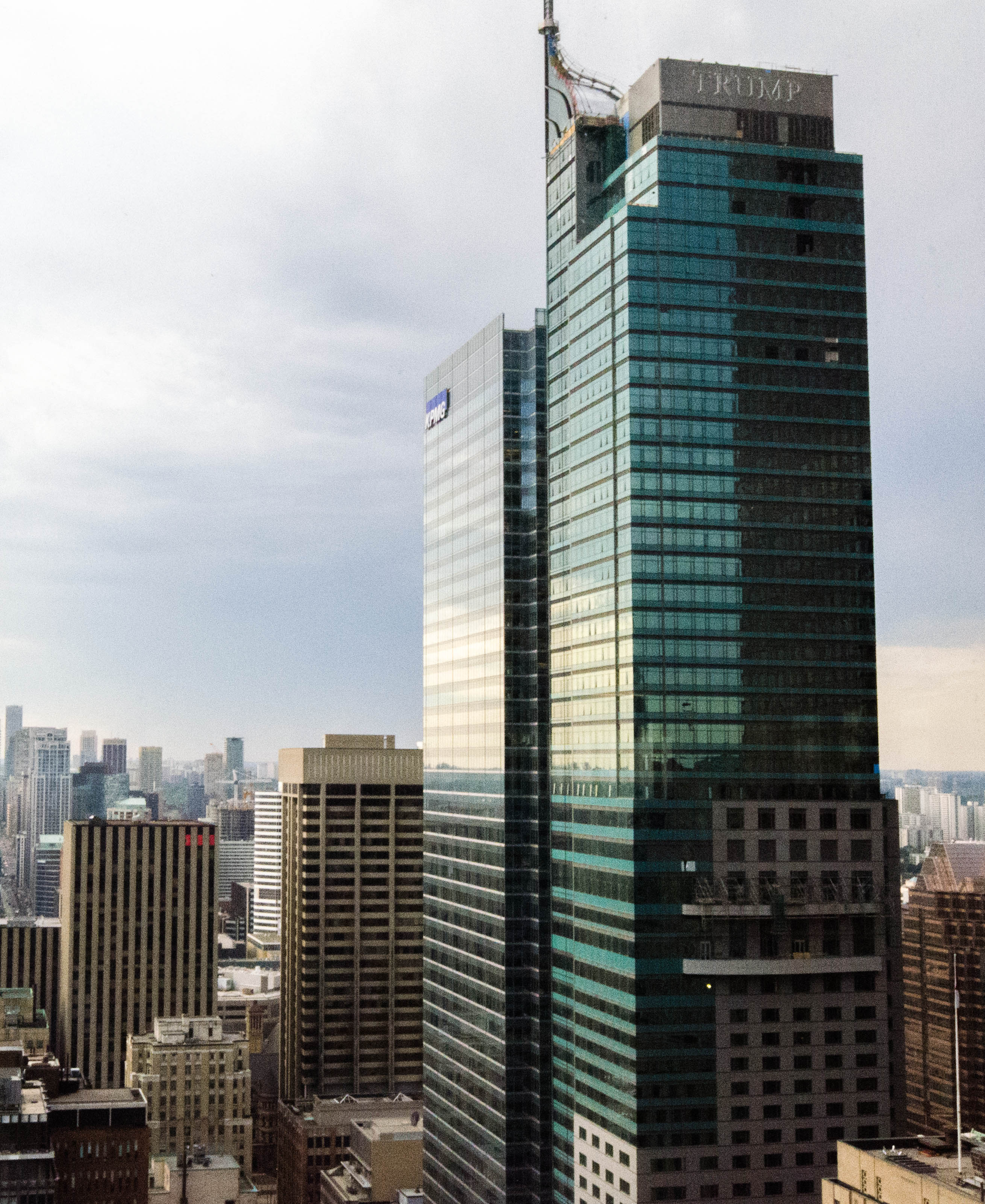
Trump International Hotel & Tower Torontóban
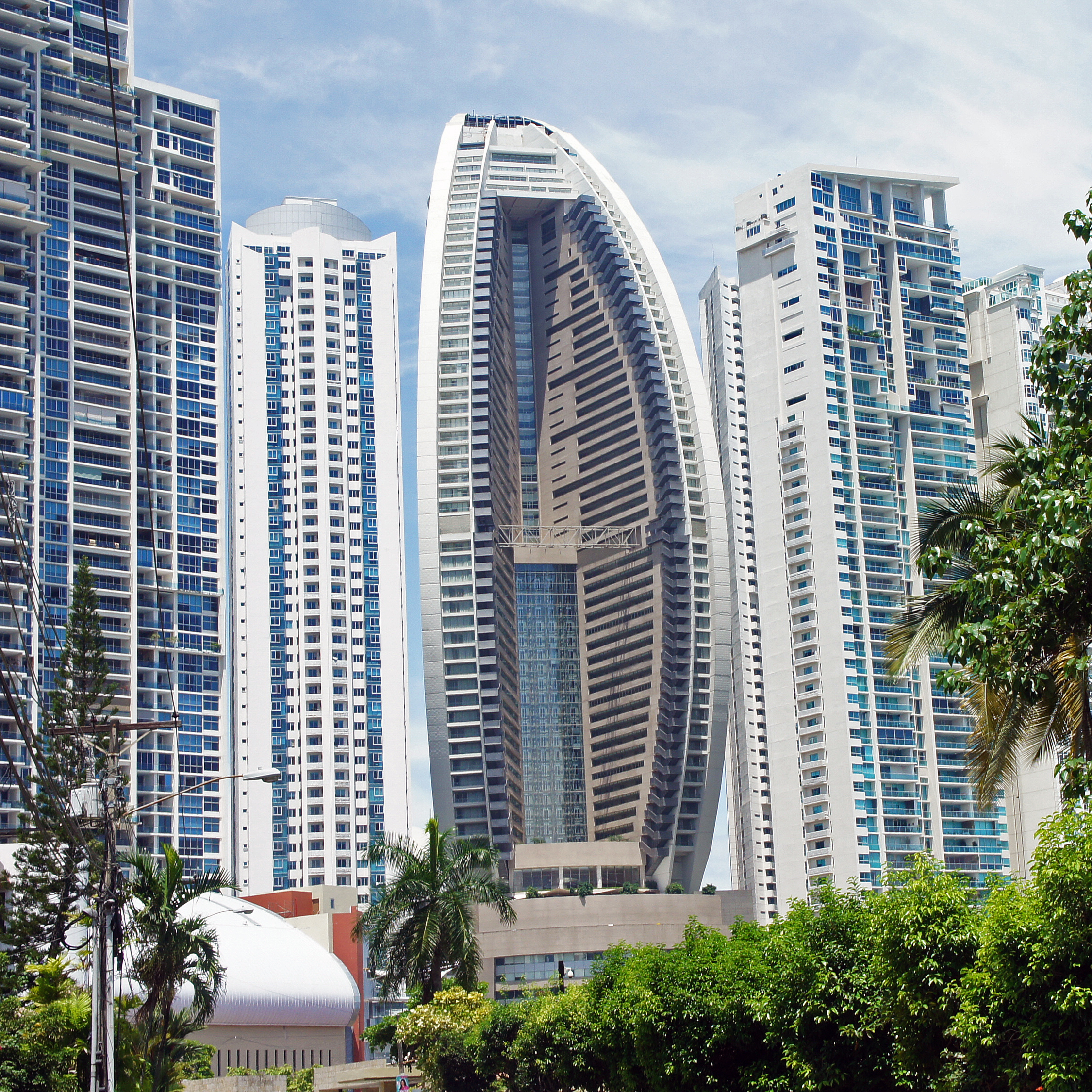
Trump Ocean Club International Hotel and Tower Panamavárosban
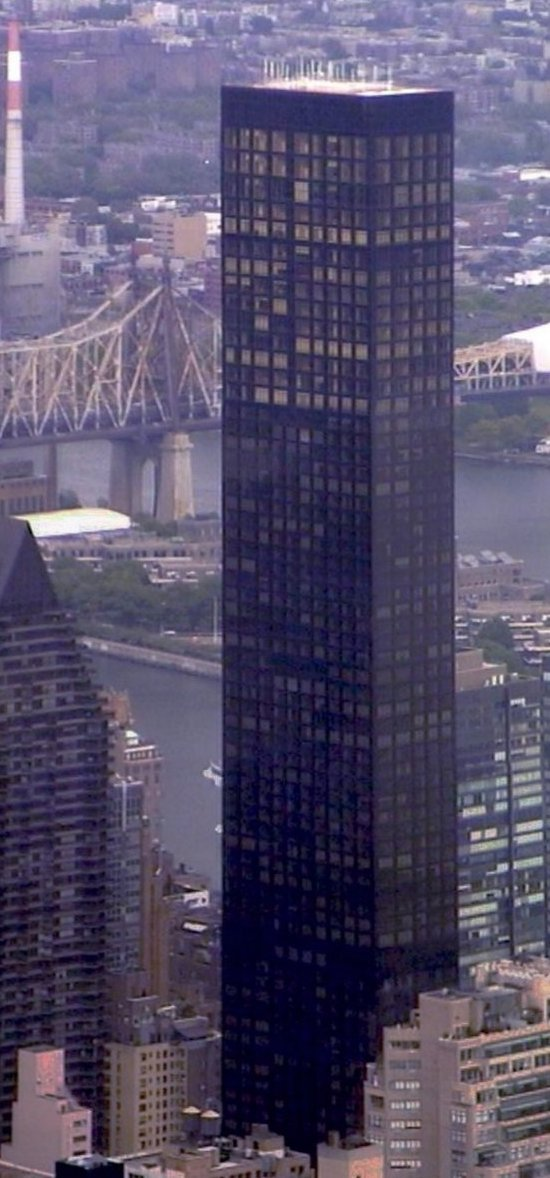
Trump World Tower New Yorkban
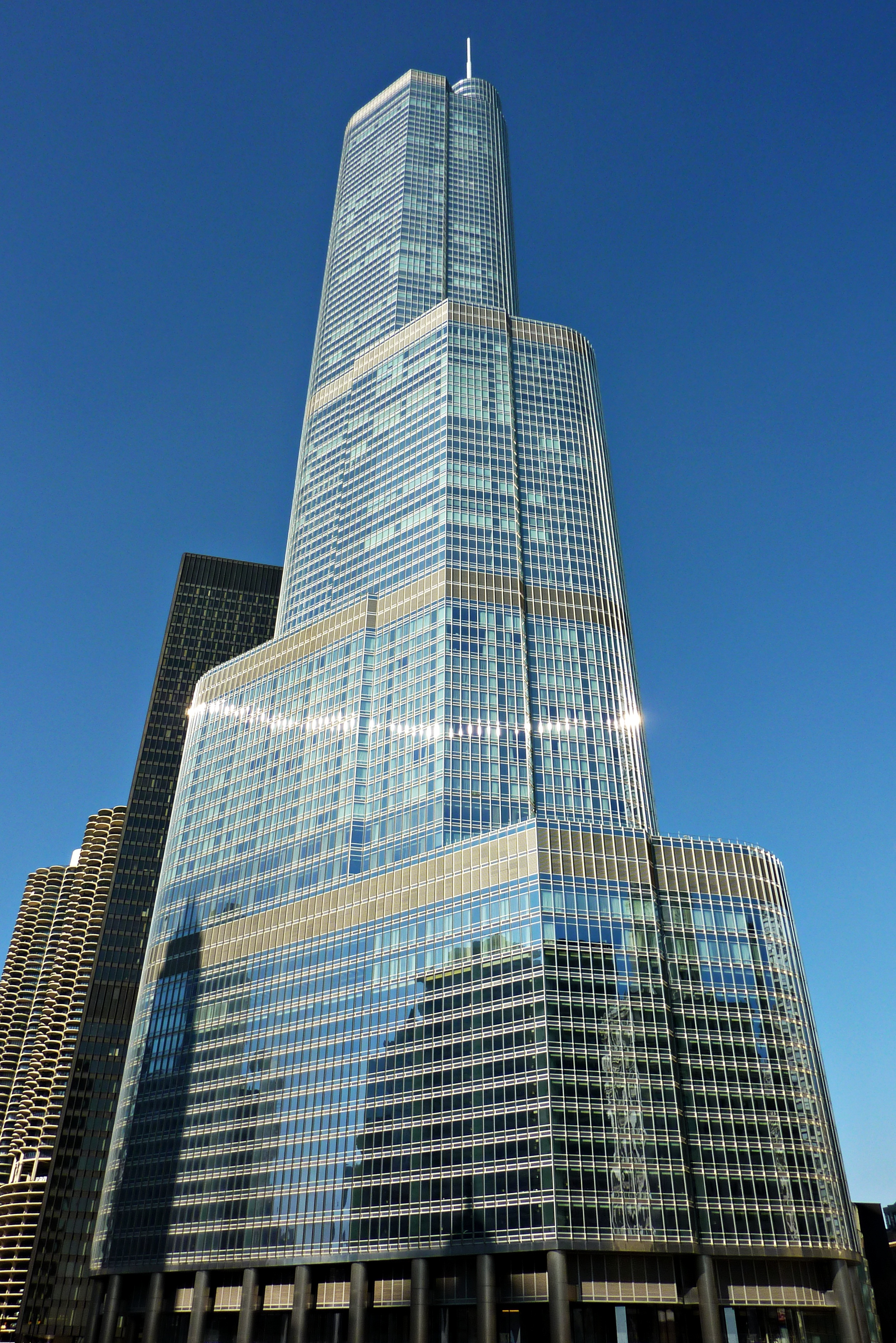
Trump International Hotel and Tower Chicagóban
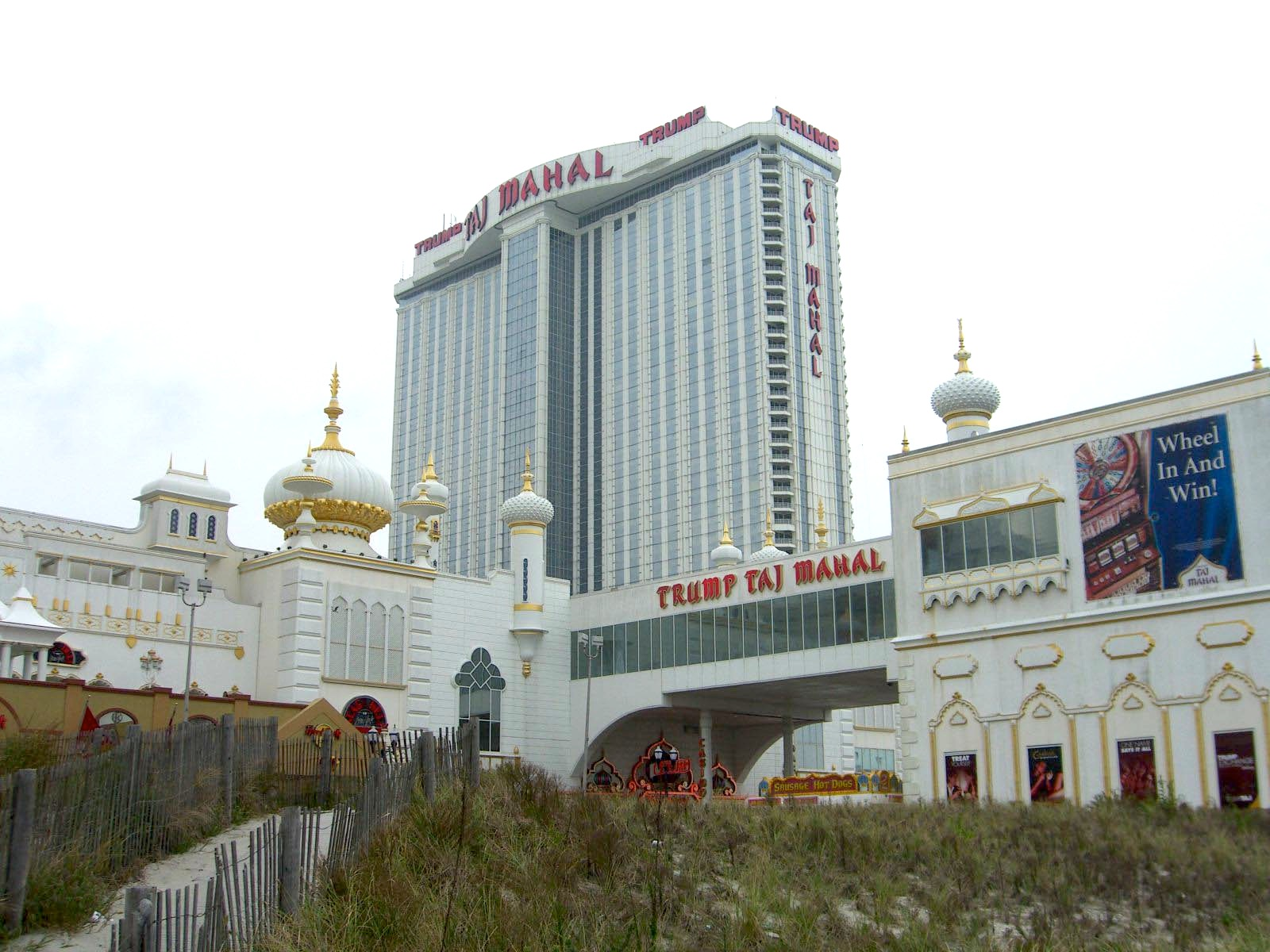
Trump Taj Mahal Atlantic Cityben

## Díjai, elismerései
- Az év vállalkozója (1984)
- Arany Málna díj (1991)
- Az év embere (2016)

## Művei
- The Art of the Deal (1987)
- Surviving at the Top (1990)
- The Art of the Comeback (1997)
- How to Get Rich (2004)
- Think Like a Billionaire (2004)
- Think Big and Kick Ass in Business and Life (2007)
- How I Turned My Biggest Challenges into Success (2008)
- Midas Touch (2011)
- How to Make America Great Again (2015)

### Magyarul
- George H. Ross–Andrew James McLean: Trump ingatlanstratégiái. Milliárdos leckék kisbefektetőknek; előszó Donald J. Trump, ford. Sallay Katalin; Royalwell, Debrecen, 2007
- Donald J. Trump–Robert T. Kiyosaki: Miért szeretnénk, hogy gazdagodj – Két ember – egy üzenet; ford. Hegedűs Péter; Bagolyvár, Bp., 2007
- Donald J. Trump–Bill Zanker: Gondolkodj nagyban és csapj oda keményen az üzleti és magánéletedben is; ford. Bayer Antal; Pongor, Bp., 2010 (Menedzser észjárás sorozat)
- Donald J. Trump–Robert T. Kiyosaki: Midaszi érintés – Miért gazdagodik néhány vállalkozó – és a többségük miért nem; ford. Sallay Katalin; Bagolyvár, Bp., 2012
- Donald J. Trump–Meredith McIver: Gondolkodj győztesként! Kötetlen tanulás az üzlet és az élet iskolájában; ford. Varga Csaba Béla; Trivium, Bp., 2016
- Donald J. Trump–Tony Schwartz: Az üzletkötés művészete; ford. Lantos István, Varga Csaba Béla; Trivium, Bp., 2017
- Great Again. Újra naggyá tesszük Amerikát; ford. Dankó Zsolt; Európa, Bp., 2017

## Filmográfia
| Főleg cameóként: - Szellemképtelenség (1989) - Reszkessetek, betörők! 2. – Elveszve New Yorkban (1992) - Kaliforniába jöttem (1994) - Kis gézengúzok (1994) - Eddie (1996) - A dadus (1996) - A csendestárs (1996) - Kerge város (1998) - 54 (1998) - Sztárral szemben (1998) - Sabrina, a tiniboszorkány (1998) - Szex és New York (1999) - Zoolander, a trendkívüli (2001) - Két hét múlva örökké (2002) | - Miss Universe 2001 - Miss USA 2002 - Miss Universe Pageant (2002-2003) - Miss Universe 2005 - Miss USA 2006 - Miss USA 2009 - The 2010 Miss Universe Pageant - Miss Universe 2012 - Miss Universe 2013 - Miss Universe 2014 |  |

## Érdekességek
- Trumpról 2017 januárjában még egy molyfajt is elneveztek, a Neopalpa donaldtrumpi névre keresztelt molyfaj Kalifornia déli részén honos, felfedezője pedig azért nevezte el Trumpról az állatot, mert a fején lévő „frizura” hasonlít Trumpéhoz.[386]
- Trump összes elnöksége óta készült hivatalos fényképét George W. Bush fotósa, Shealah Craighead készíti, aki a „sámli-módszert” alkalmazza: az állítólag alacsony termetű fotós sámliról fotózza Trumpot, emiatt van „fennkölt” jellege a képeknek, de ettől még Trump hagyja jóvá, melyik kép publikálható. Ezt a megoldást egyébként még Laura Bush honosította meg.[387]
- Trumpról értekezett a The Guardianban Stephen King, aki szerint két karakterével is „megjósolta” Trump elnökségét. Az egyik Greg Stillson A holtsávból, a másik Jim Rennie A Búra alattból.[388] Trump később letiltotta Kinget a Twitter-oldaláról.[389]
- 2017 márciusában Indonéziában elutasították a TRUMPS védjegybejelentést, tekintettel Donald Trump nevezetességére.[390]
- Mexikóban ugyanakkor piacra került a Trump márkájú vécépapír és kézműves sör is, előbbi Trump Mexikóra és a mexikóiakra tett dehonesztáló megjegyzéseire volt válasz, míg utóbbi a mexikóiak és amerikaiak közös együttműködésére, mivel mindkét országból dolgoztak a sörkészítményen.[391][392]
- Közismert, hogy Trump több filmben és sorozatban is szerepelt, ezért aztán 2015 táján szóba került, hogy szerepelhetne a Sharknado 3 című trash-filmben mint az Egyesült Államok elnöke, bár ekkor még nem voltak ismertek a politikai ambíciói. (Eredetileg Sarah Palint szemelték ki, de vele nem sikerült megegyezni.) Trumpot állítólag érdekelte a szerep, de az ügyvédjének megküldött szerződéstervezetre hetekig nem jött válasz, miután Trump ekkoriban indult el az elnökjelöltségért, ezért végül a vele nem jó viszonyban lévő Marc Cuban üzletember kapta a szerepet. A hírre Trump ügyvédjén keresztül érkezett egy haragos válasz, amiben még a film „lelövésével” is fenyegetőztek, ha nem Trump kapja a szerepet, de a filmeseket ez nem ijesztette meg.[393]
- A berlini Madame Tussaud-múzeumban elődje, Barack Obama mellett kapott helyet a viaszszobra, amely láthatóan előnyösebb külsővel rendelkezik az „eredetijénél”.[394]
- Készült egy Trump szimpatizánsainak szóló társkereső rendszer is, miután vélemények szerint a vele való szimpátia gyakran kizáró ok az ismerkedésben. Az applikáció a DonaldDaters nevet kapta, amelyről már az első nap kiszivárogtak a felhasználók adatai. Létezik ugyanakkor egy kifejezetten Trump-ellenes társkeresőrendszer is, amely nevertrump.dating néven fut az interneten.[395]
- Egy 2023. októberi amerikai beszédében megkérdezte a közönségétől:

„Van egy ember, Orbán Viktor, hallott róla valaki?” Ezután a hallgatóknak mint Törökország nagyszerű vezetőjét dicsérte.
- A 2007-es Superbad, avagy miért ciki a szex? című film végén a stáblistán szerepel róla egy rajz.